# コルドバ歴史地区
コルドバ歴史地区（コルドバれきしちく）は、後ウマイヤ朝の都であったコルドバにある世界遺産（文化遺産）地域（ID313）。メスキータやローマ橋などの建造物とユダヤ人街が登録されている。
後ウマイヤ朝時代、メスキータはモスクとして建てられ、市の中心であった。その後レコンキスタによりキリスト勢力が失地を回復すると、メスキータの一部は壊され、キリスト教会に改築された。メスキータの窓などはイスラム装飾が残っている。
ユダヤ人街の花の小径は有名。

## 登録基準
この世界遺産は世界遺産登録基準のうち、以下の条件を満たし、登録された（以下の基準は世界遺産センター公表の登録基準からの翻訳、引用である）。
- (1) 人類の創造的才能を表現する傑作。
- (2) ある期間を通じてまたはある文化圏において、建築、技術、記念碑的芸術、都市計画、景観デザインの発展に関し、人類の価値の重要な交流を示すもの。
- (3) 現存するまたは消滅した文化的伝統または文明の、唯一のまたは少なくとも稀な証拠。
- (4) 人類の歴史上重要な時代を例証する建築様式、建築物群、技術の集積または景観の優れた例。

## ギャラリー

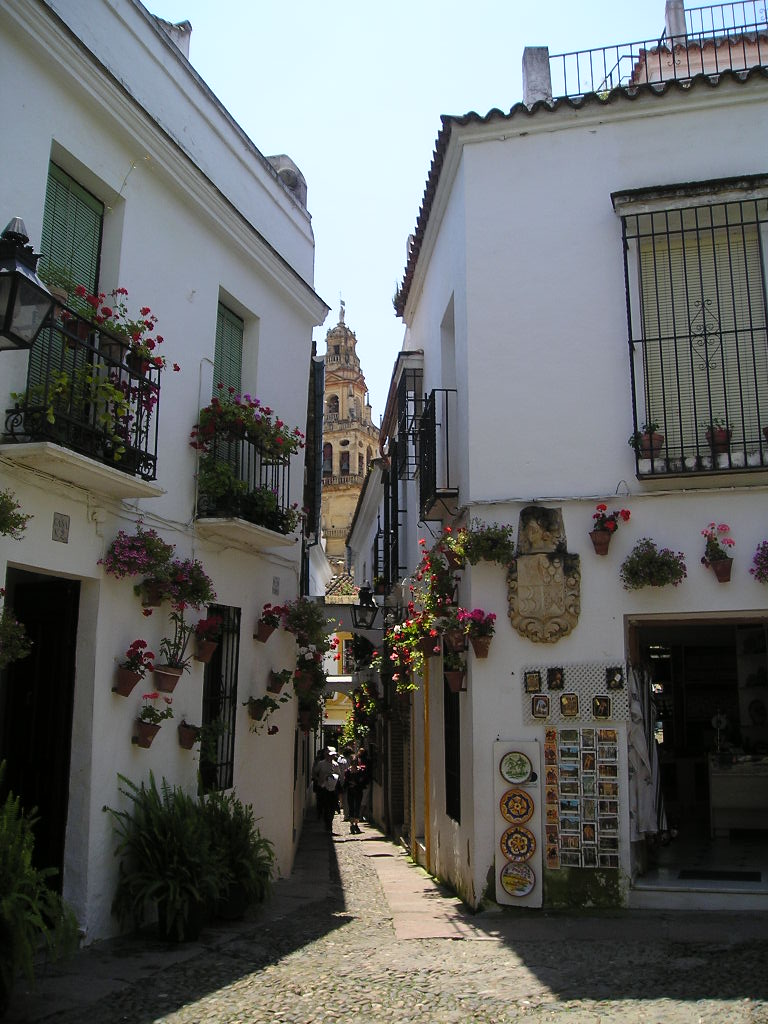
花の小道からメスキータを望む
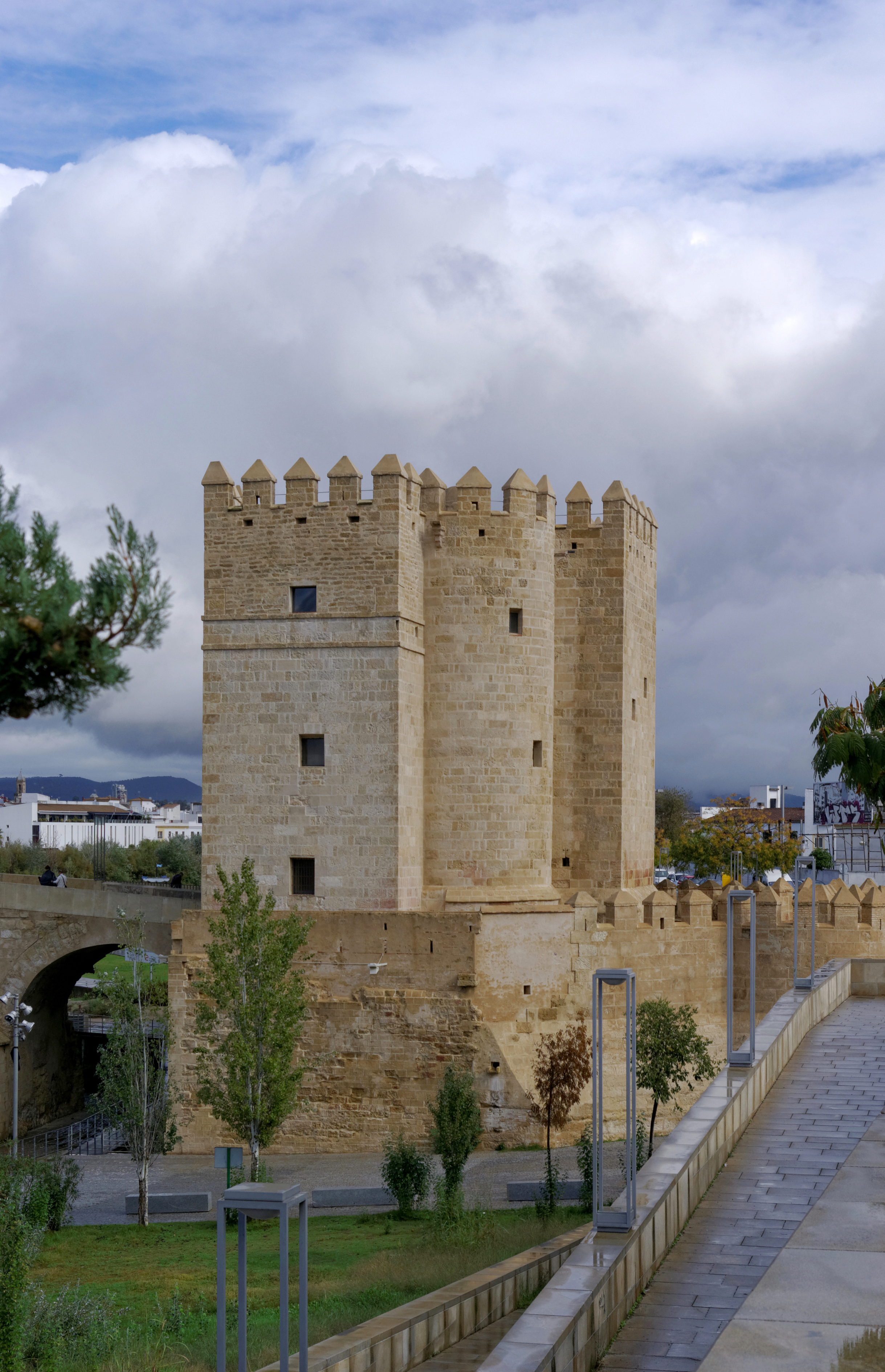
カラオーラの塔
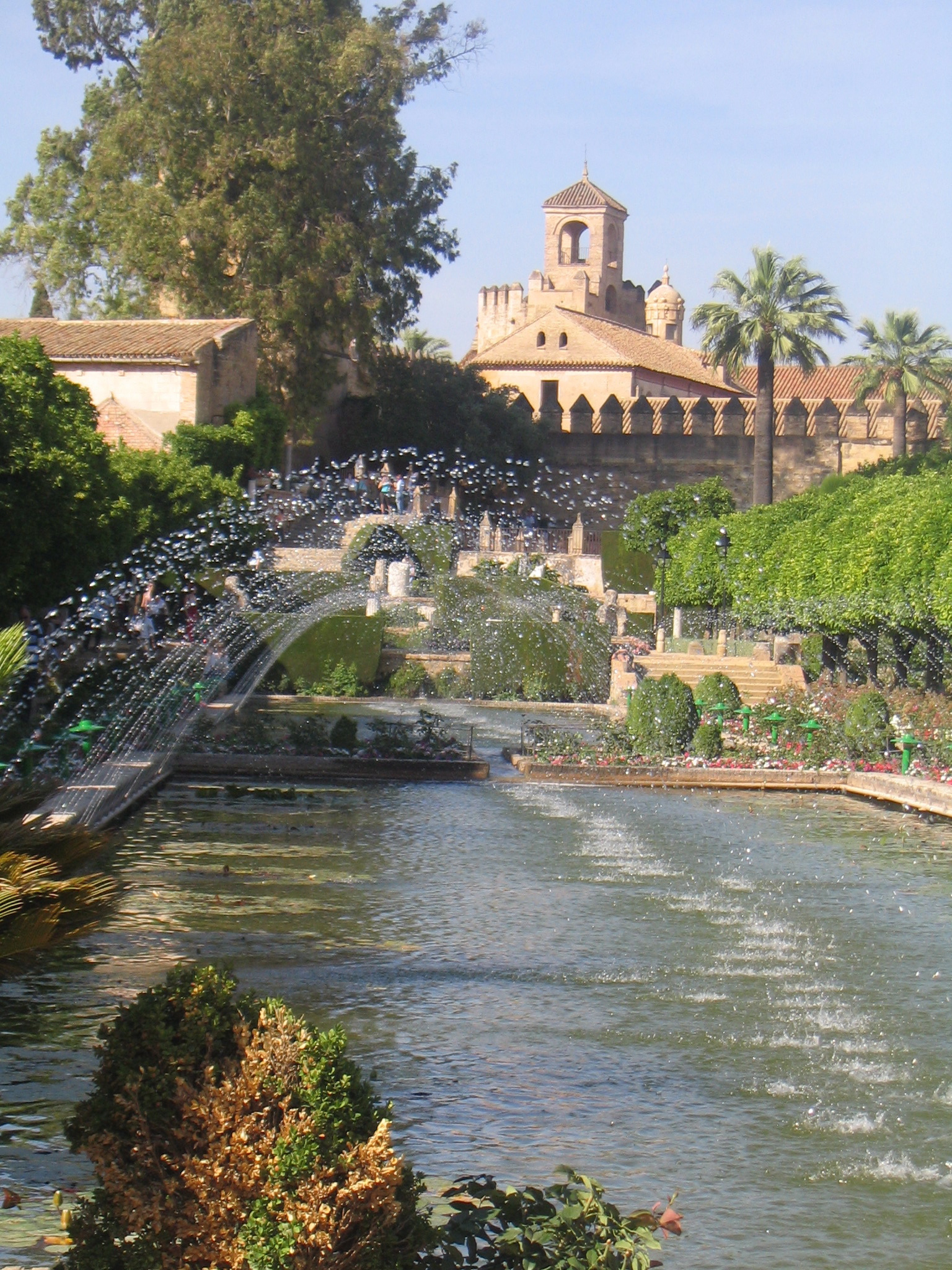
キリスト教徒の王たちのアルカサル
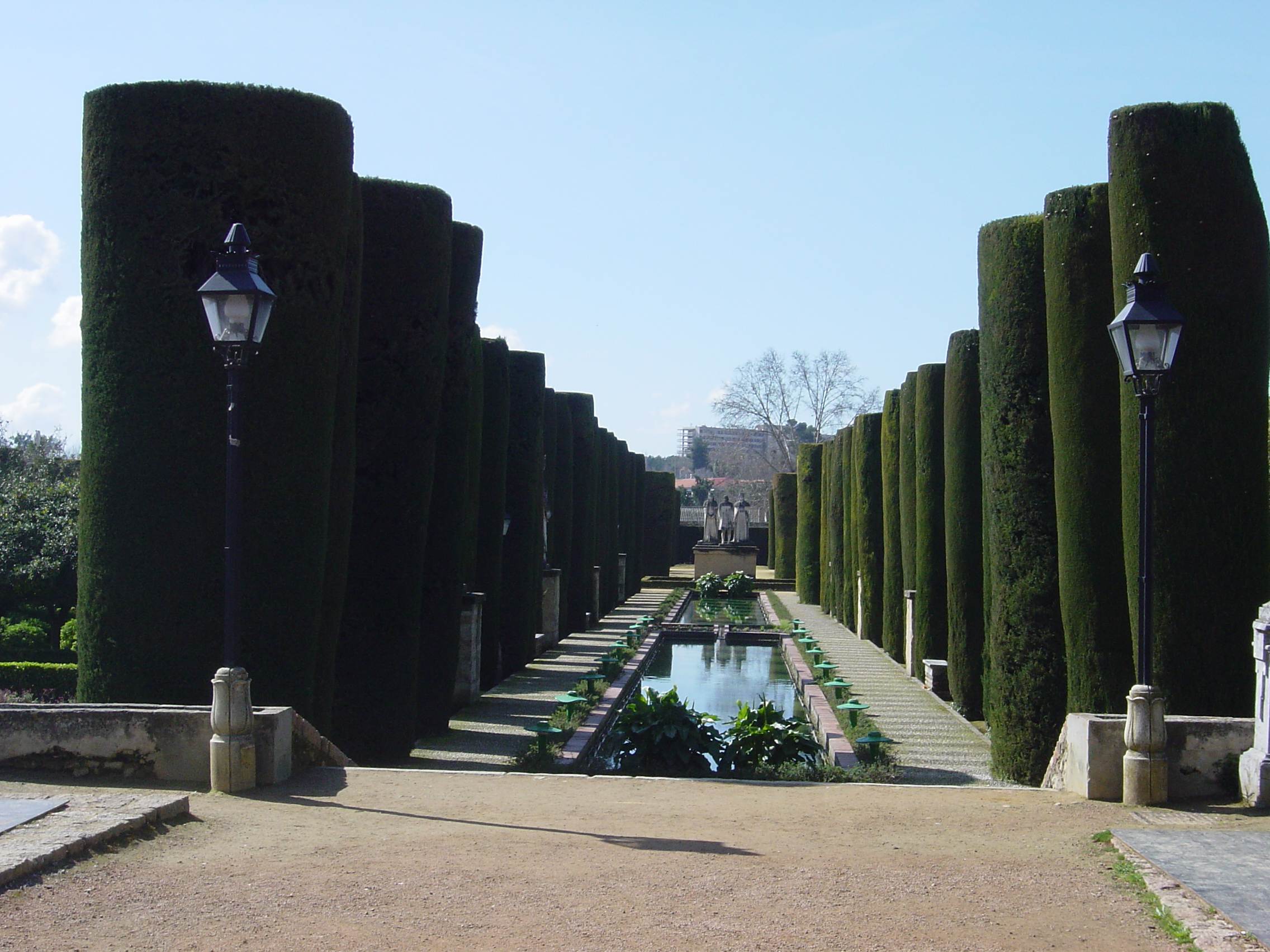
キリスト教徒の王たちのアルカサル
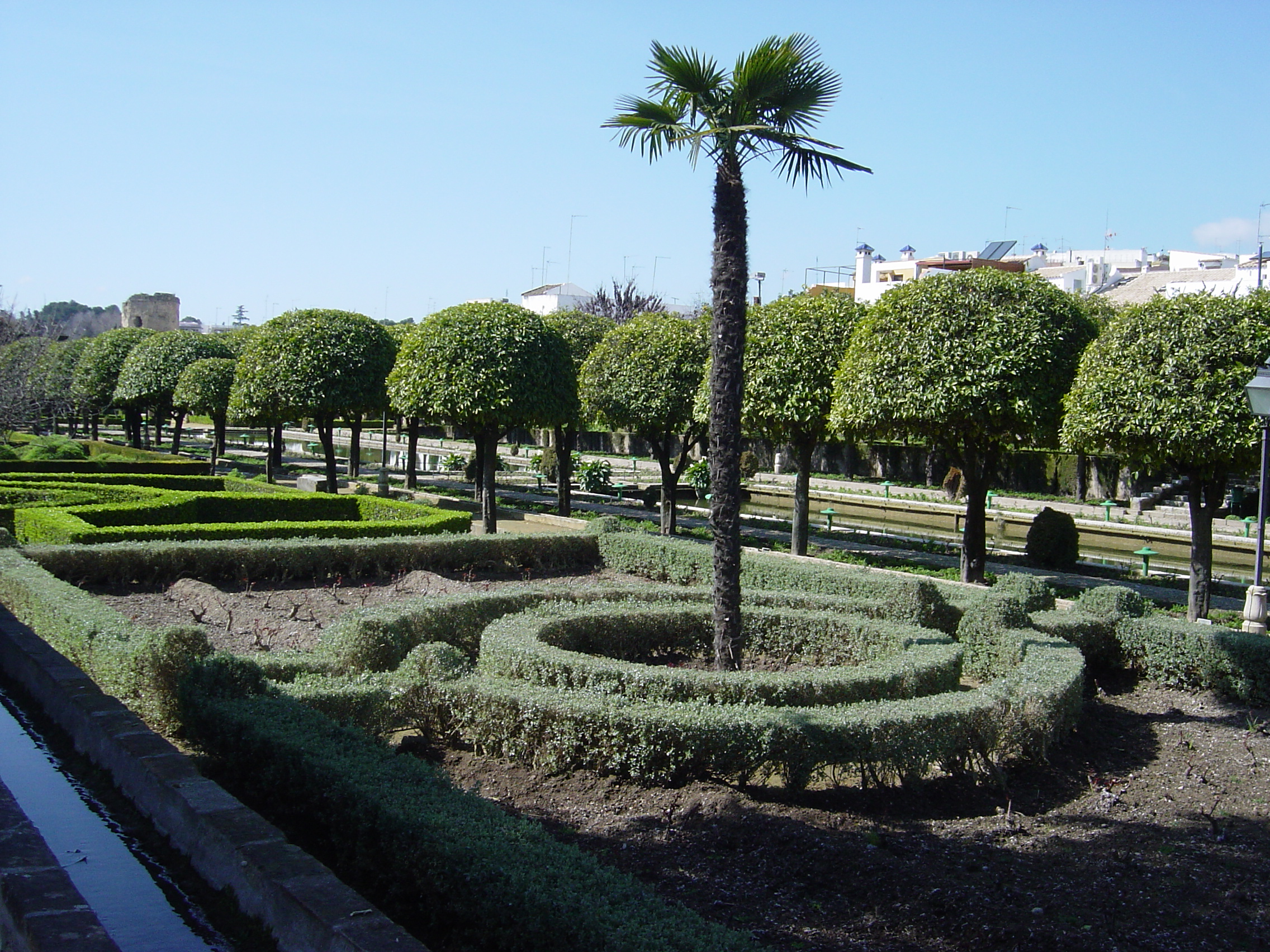
キリスト教徒の王たちのアルカサルの庭園
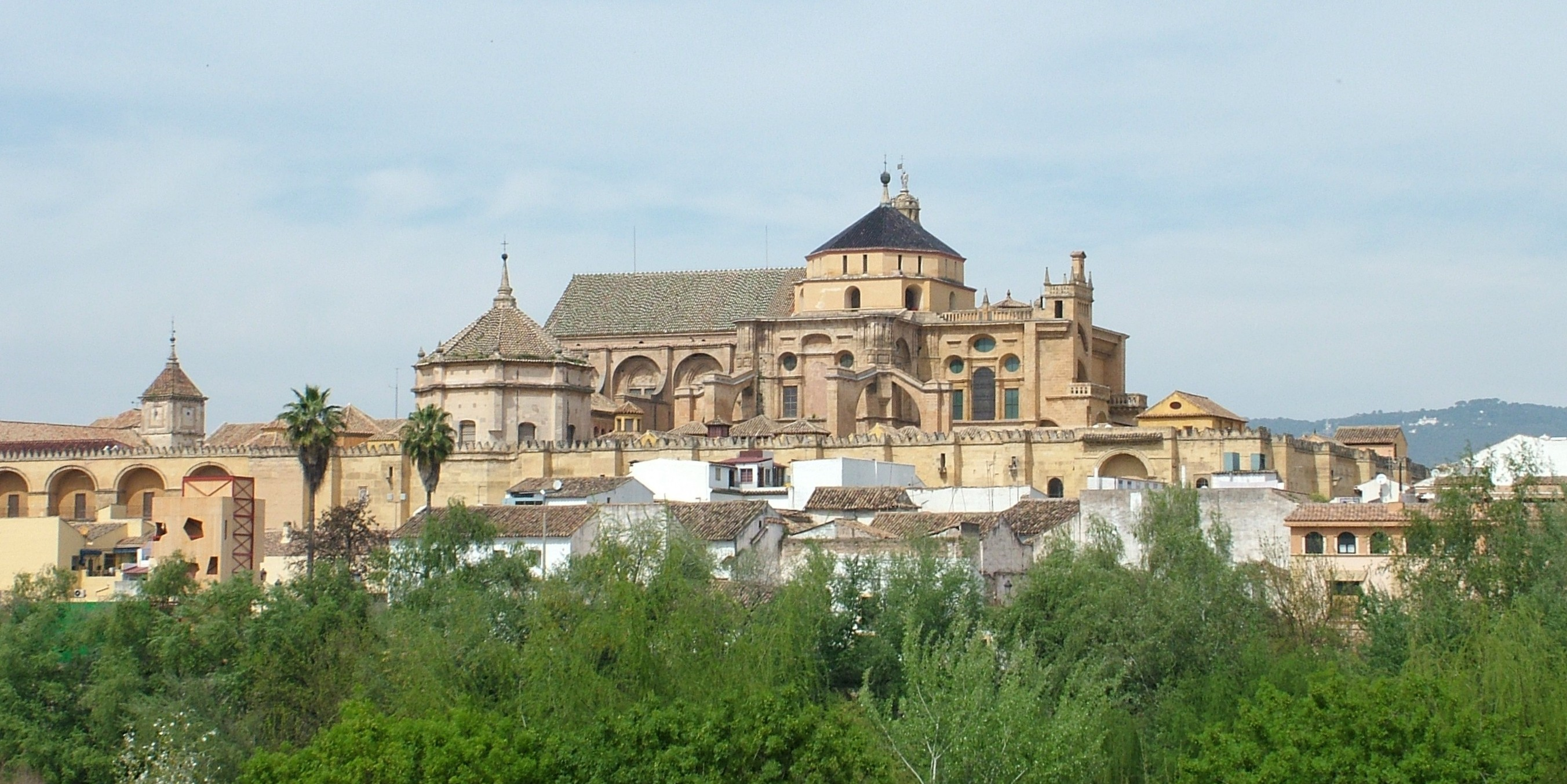
メスキータ外観
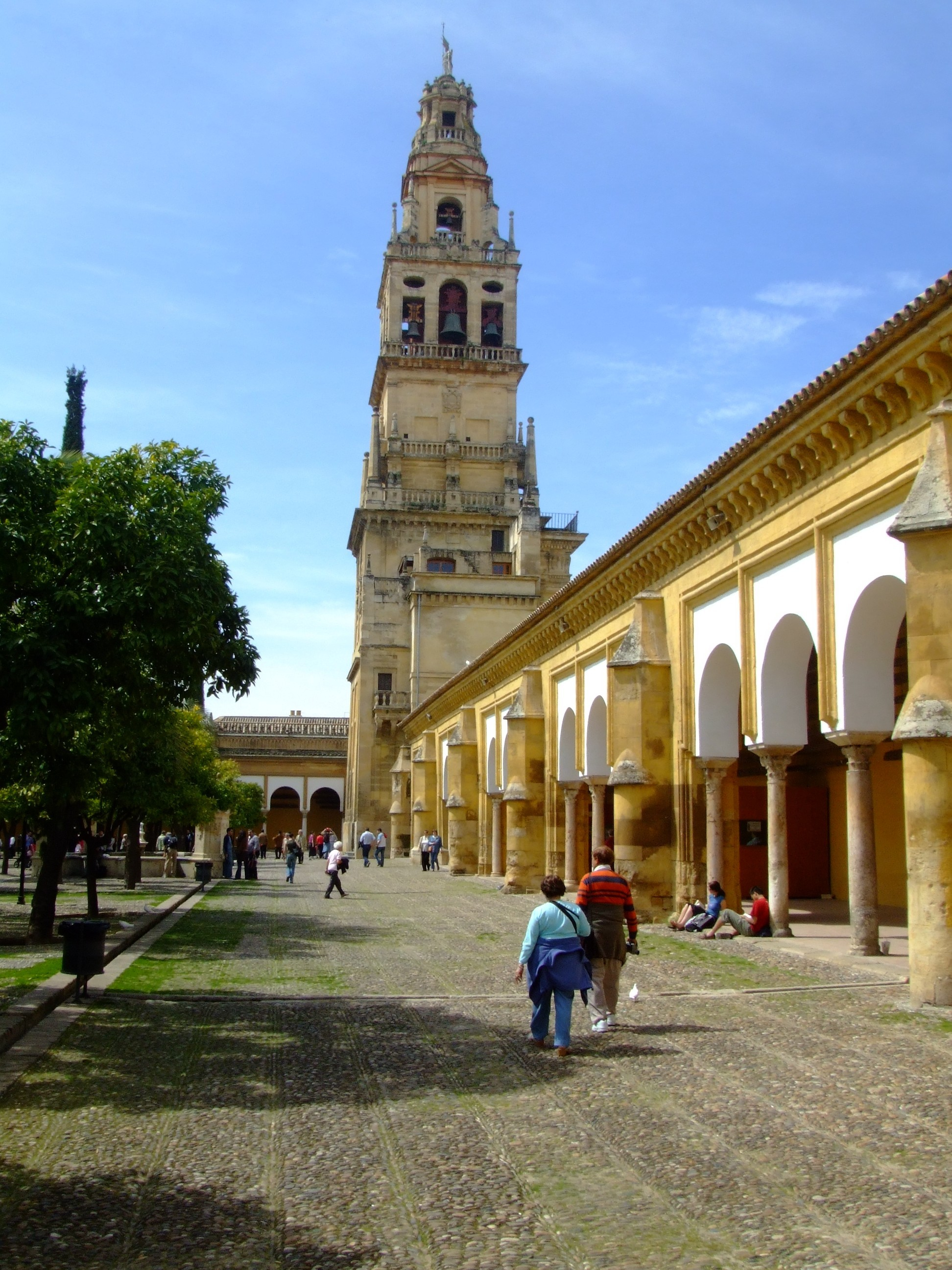
メスキータ中庭
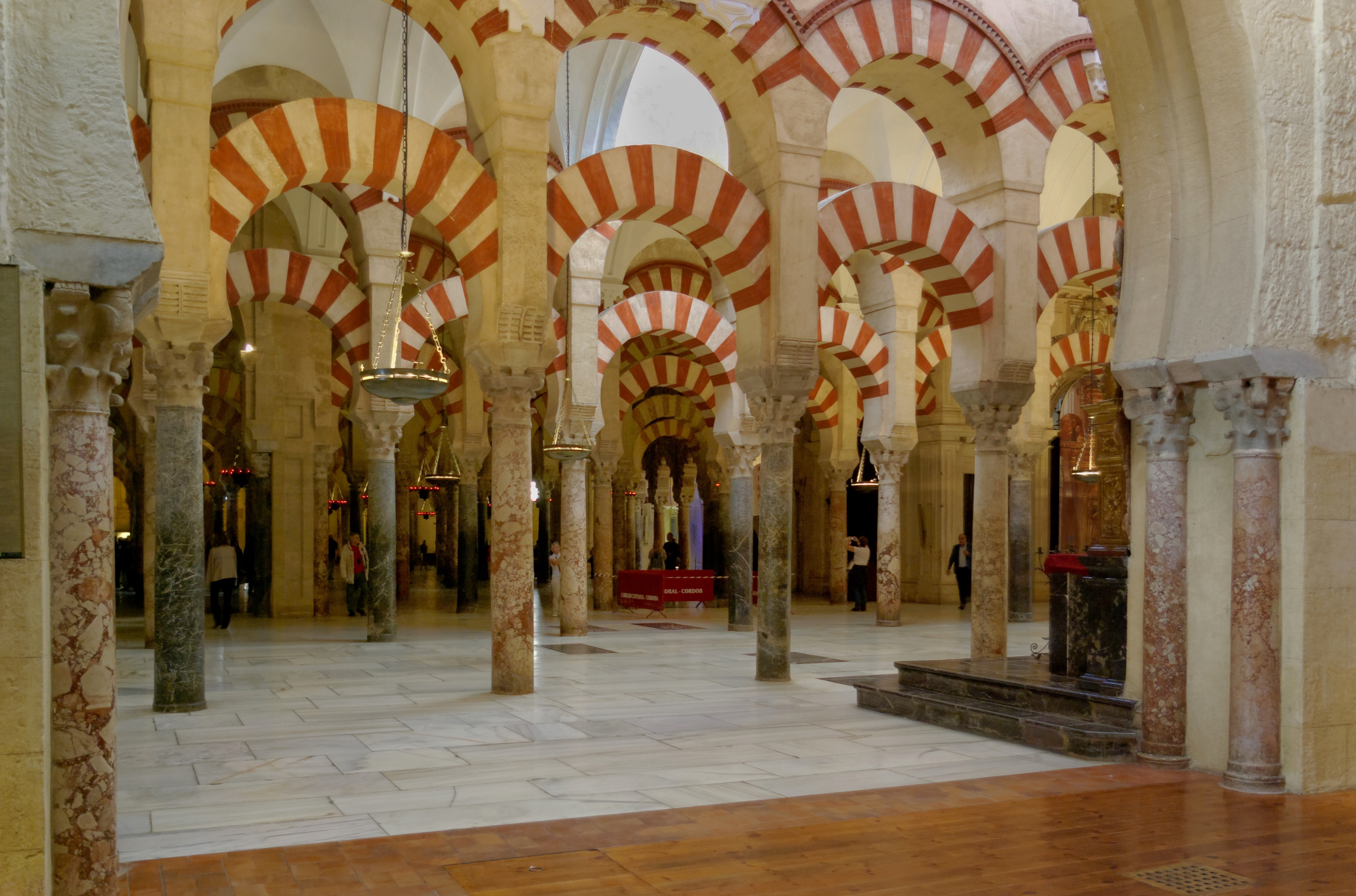
メスキータ内部。「円柱の森」
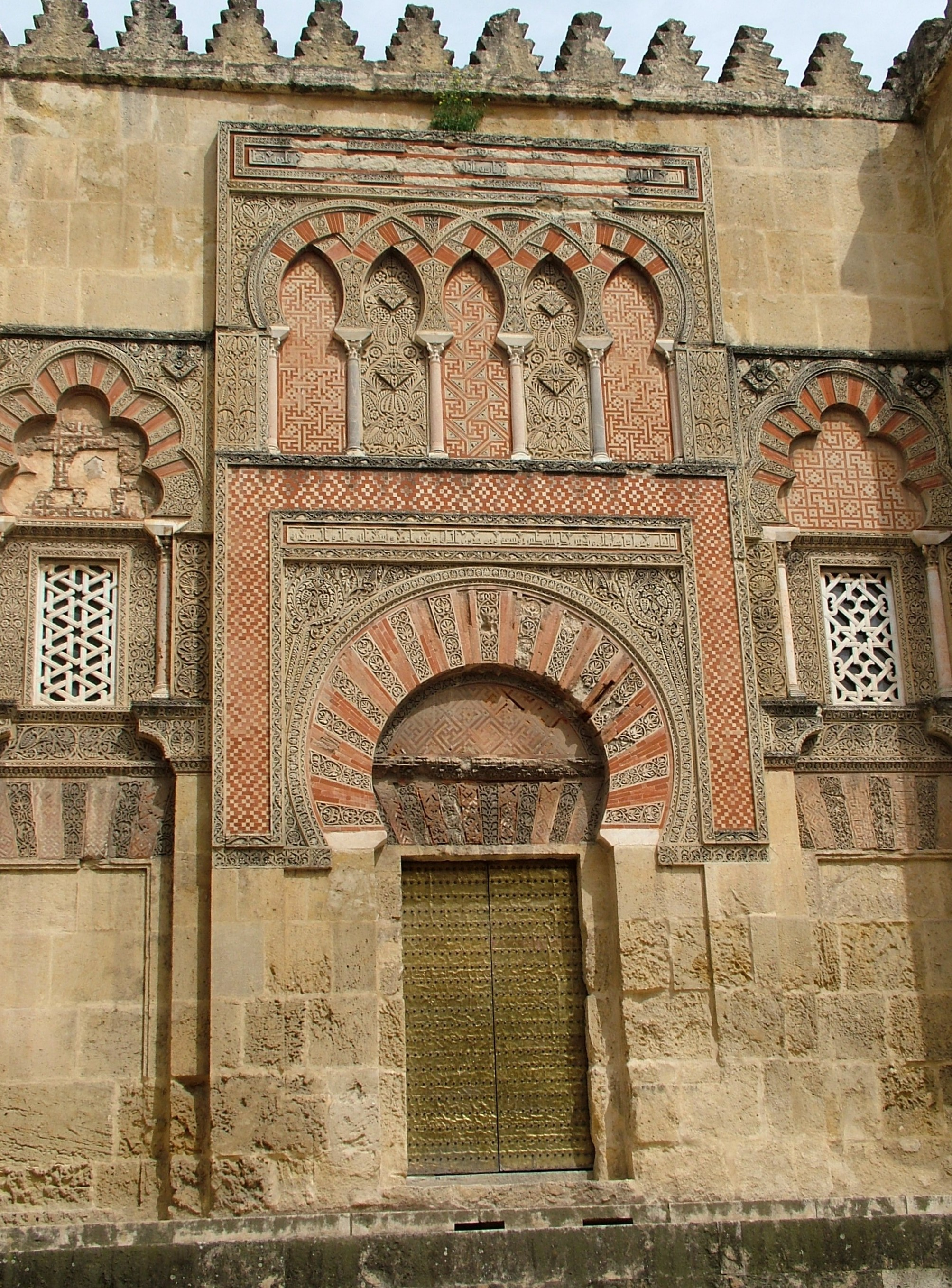
メスキータ外壁装飾
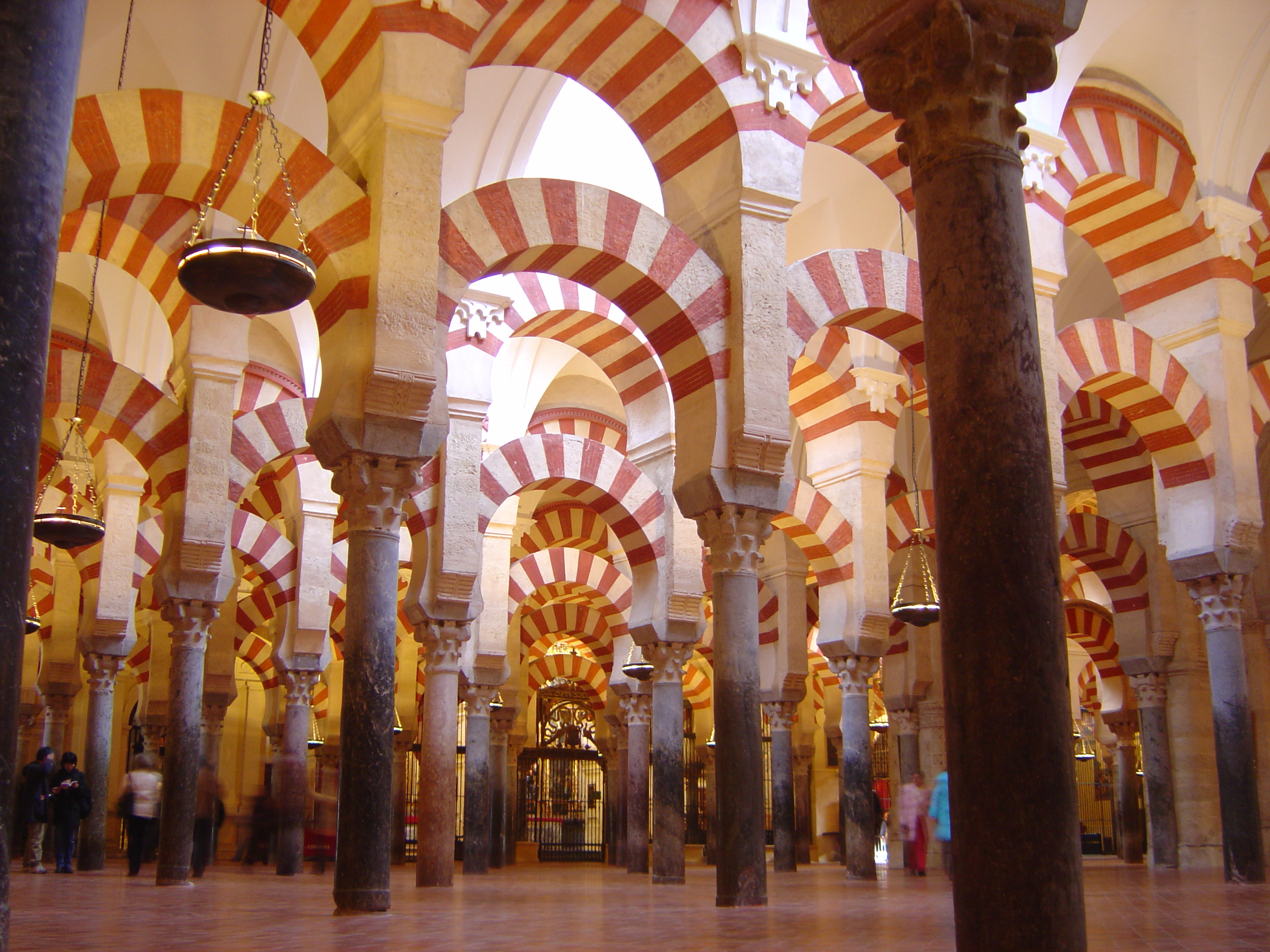
「円柱の森」のアーチ群
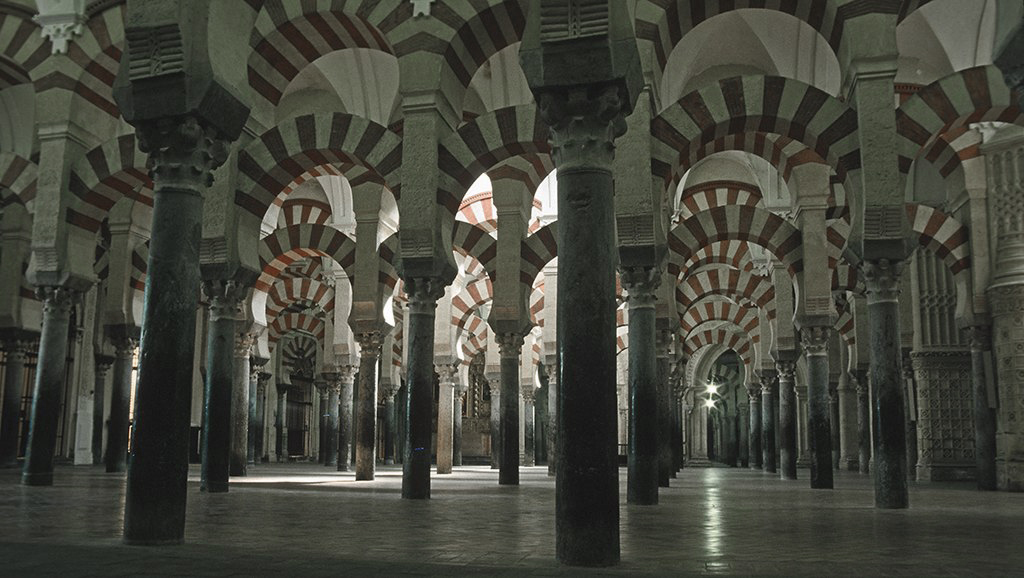
「円柱の森」のアーチ群
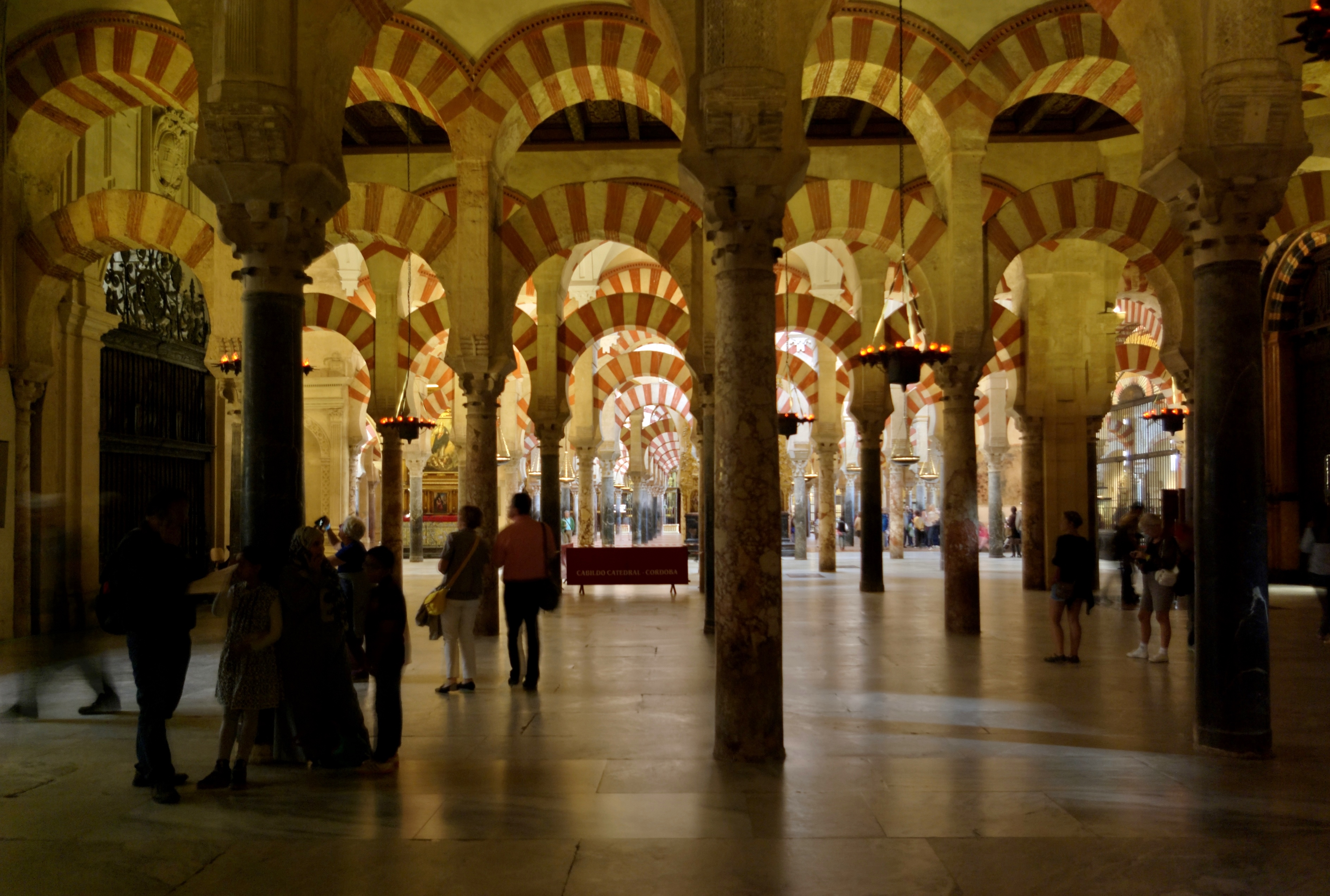
「円柱の森」のアーチ群
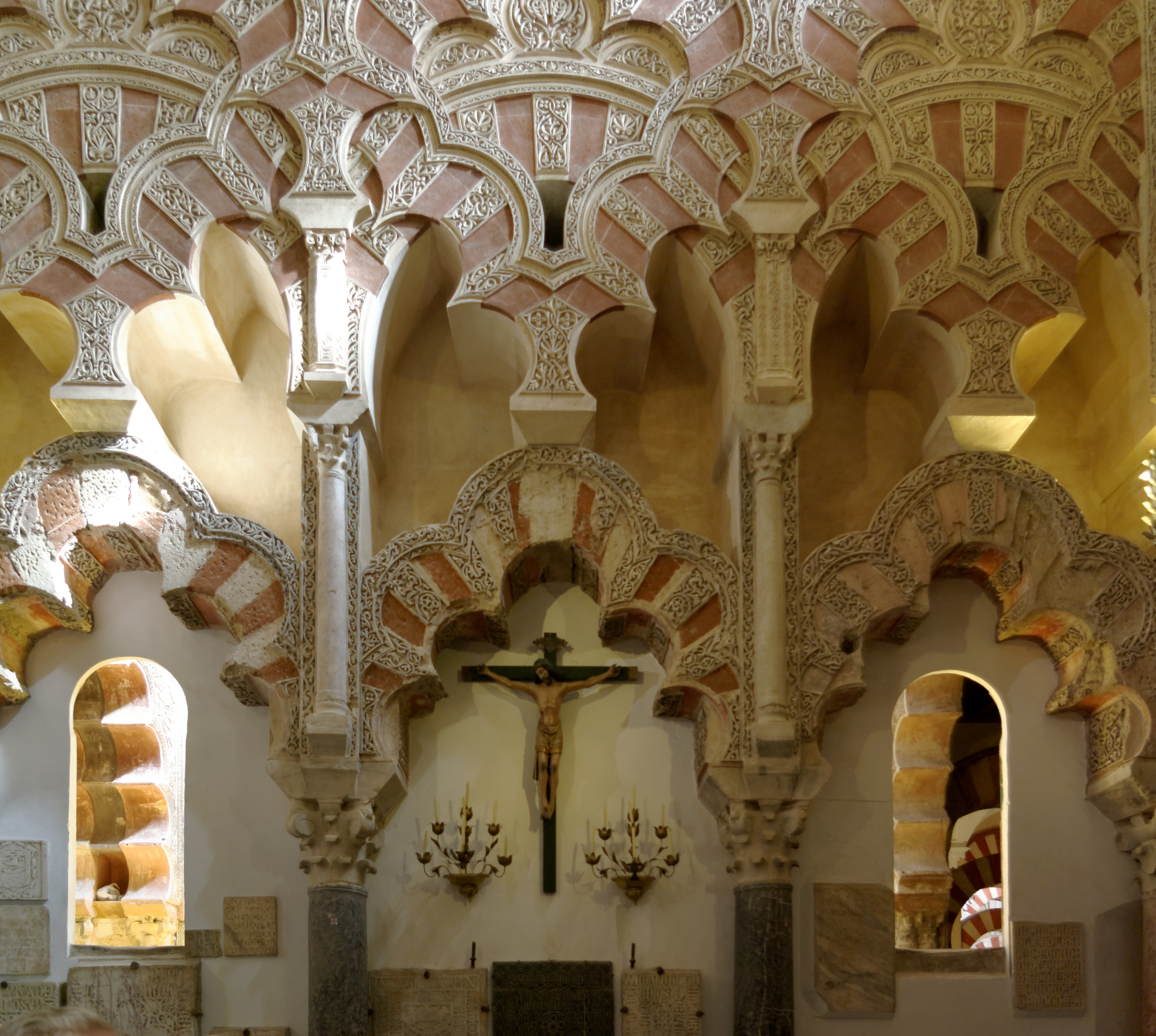
内部装飾
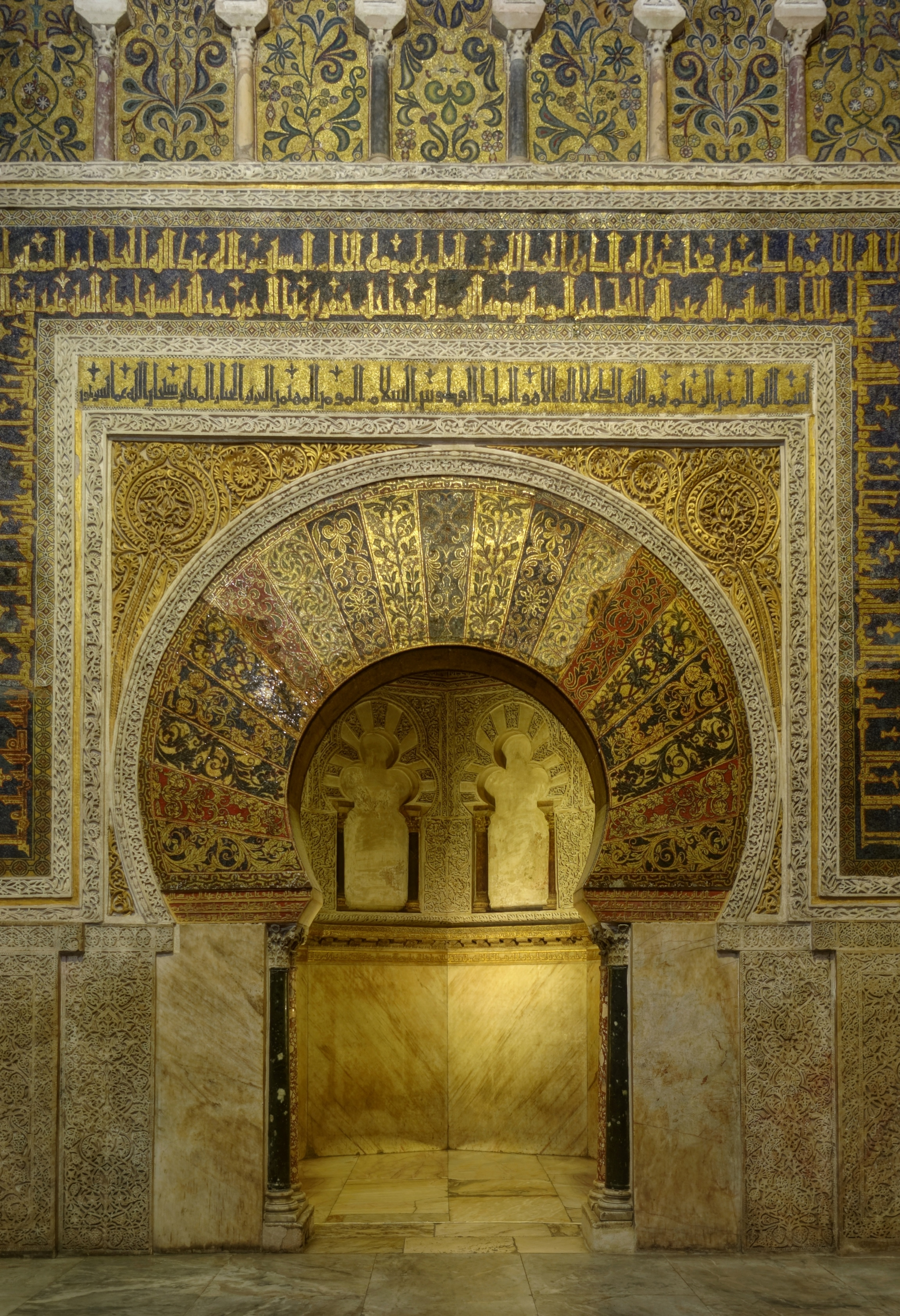
メスキータミフラーブ部周辺
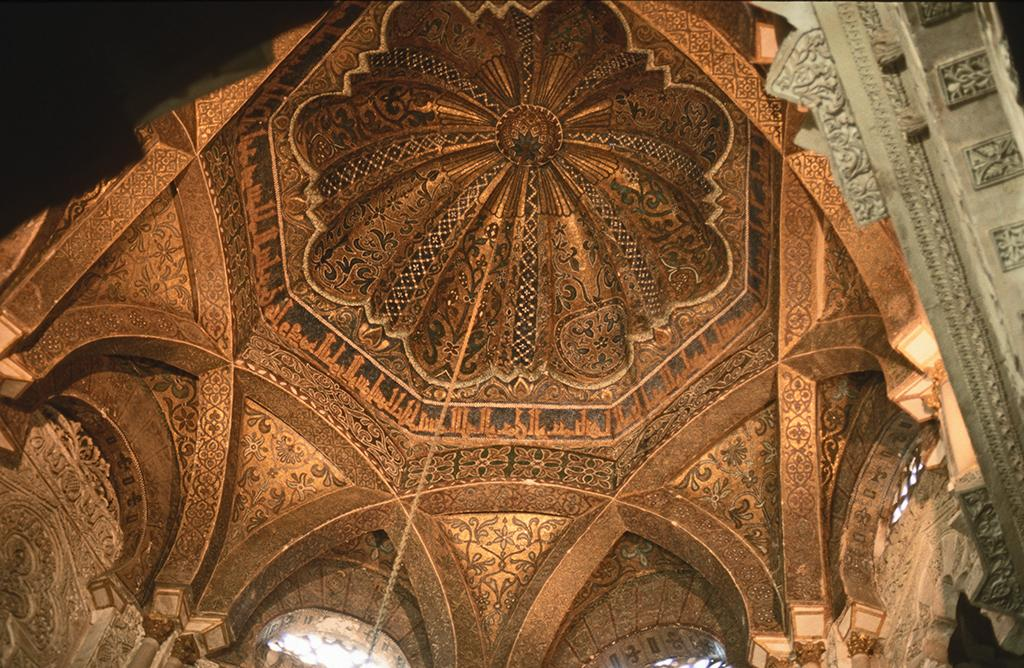
メスキータミフラーブの前に設けられたドームの天蓋
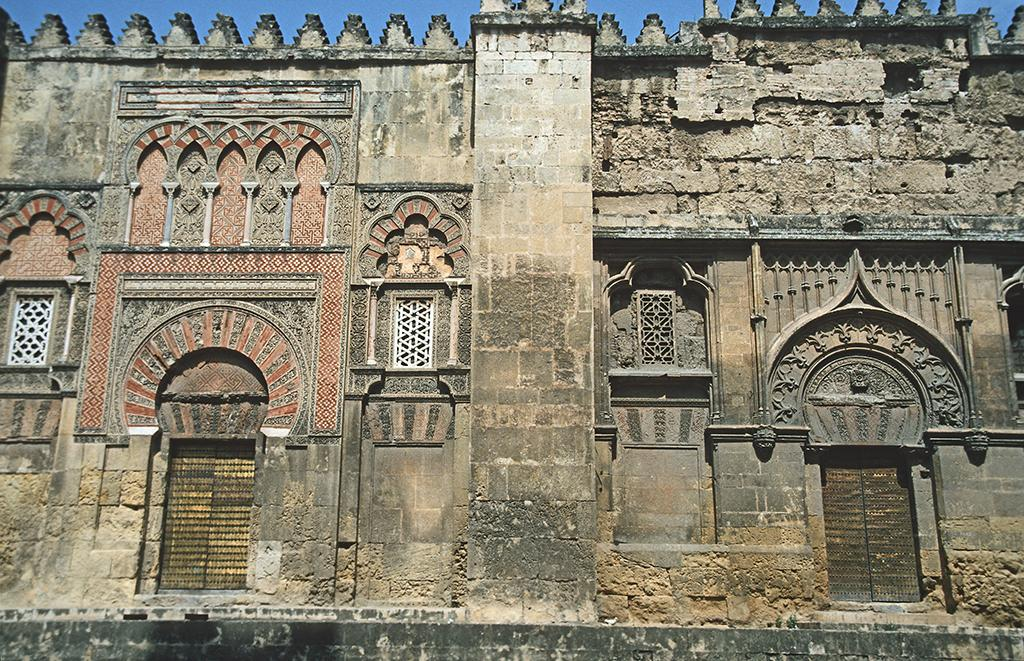
メスキータ外壁装飾
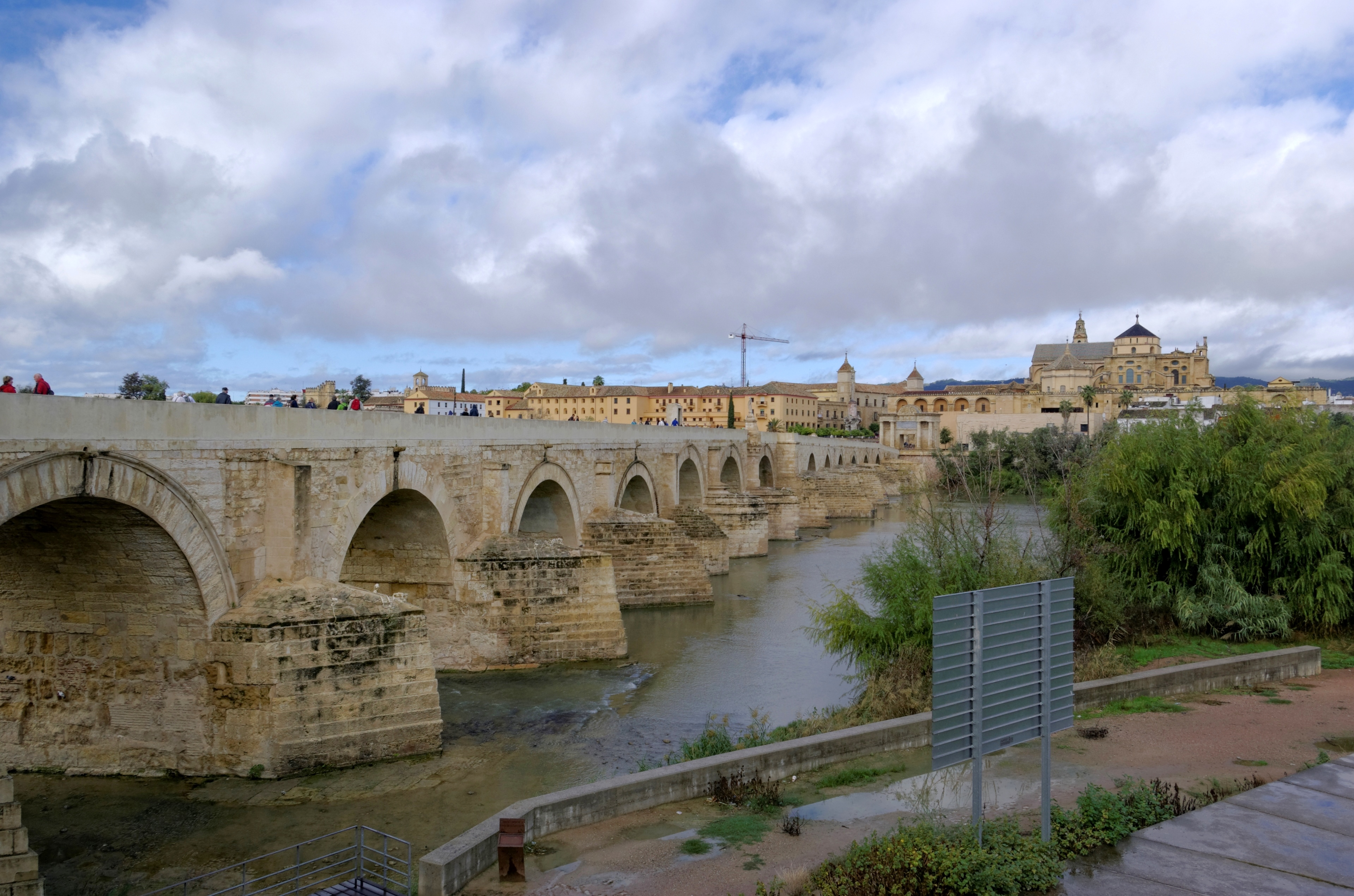
メスキータグアダルキビール川対岸からメスキータを臨む
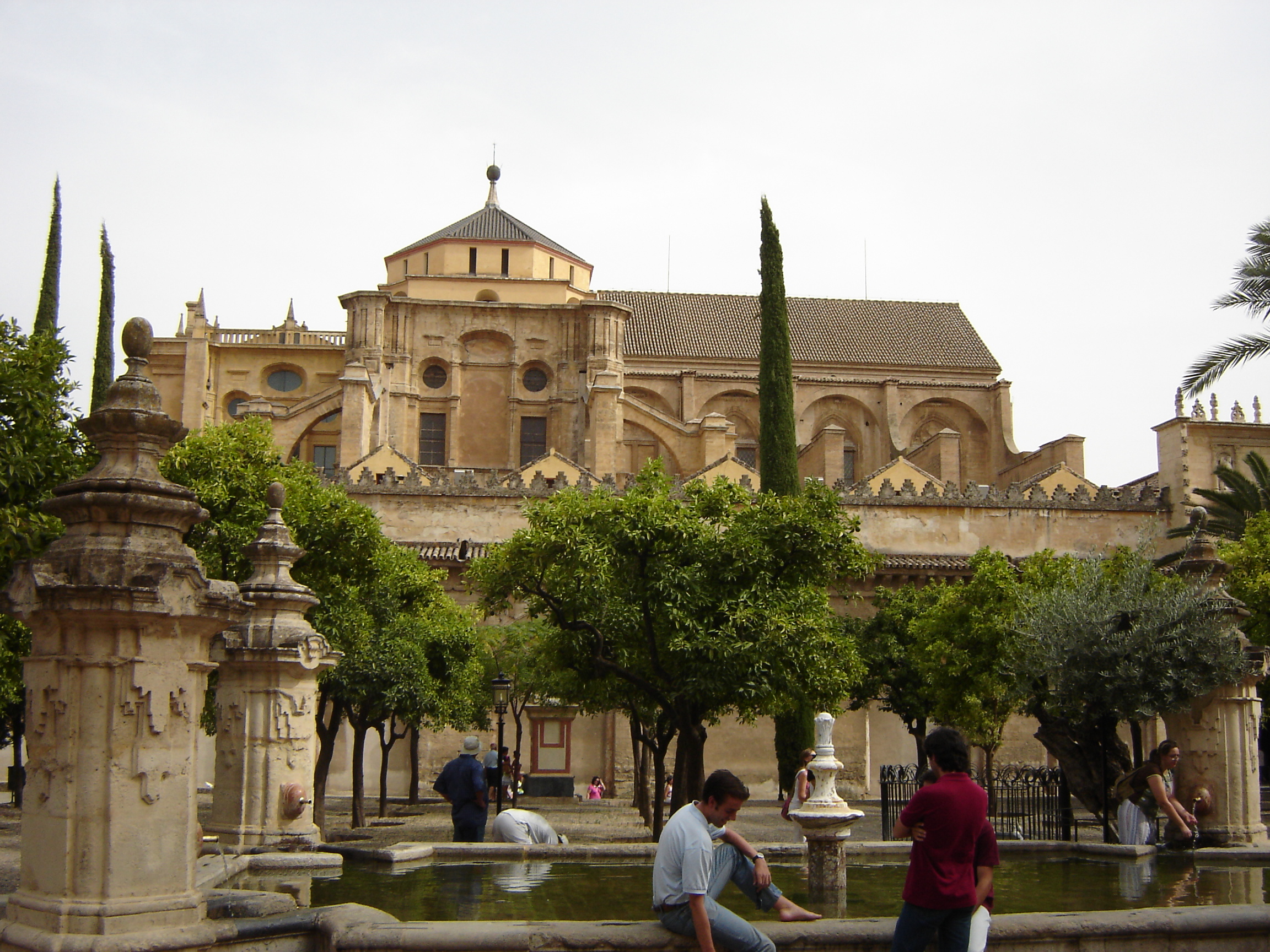
メスキータ「オレンジの中庭」
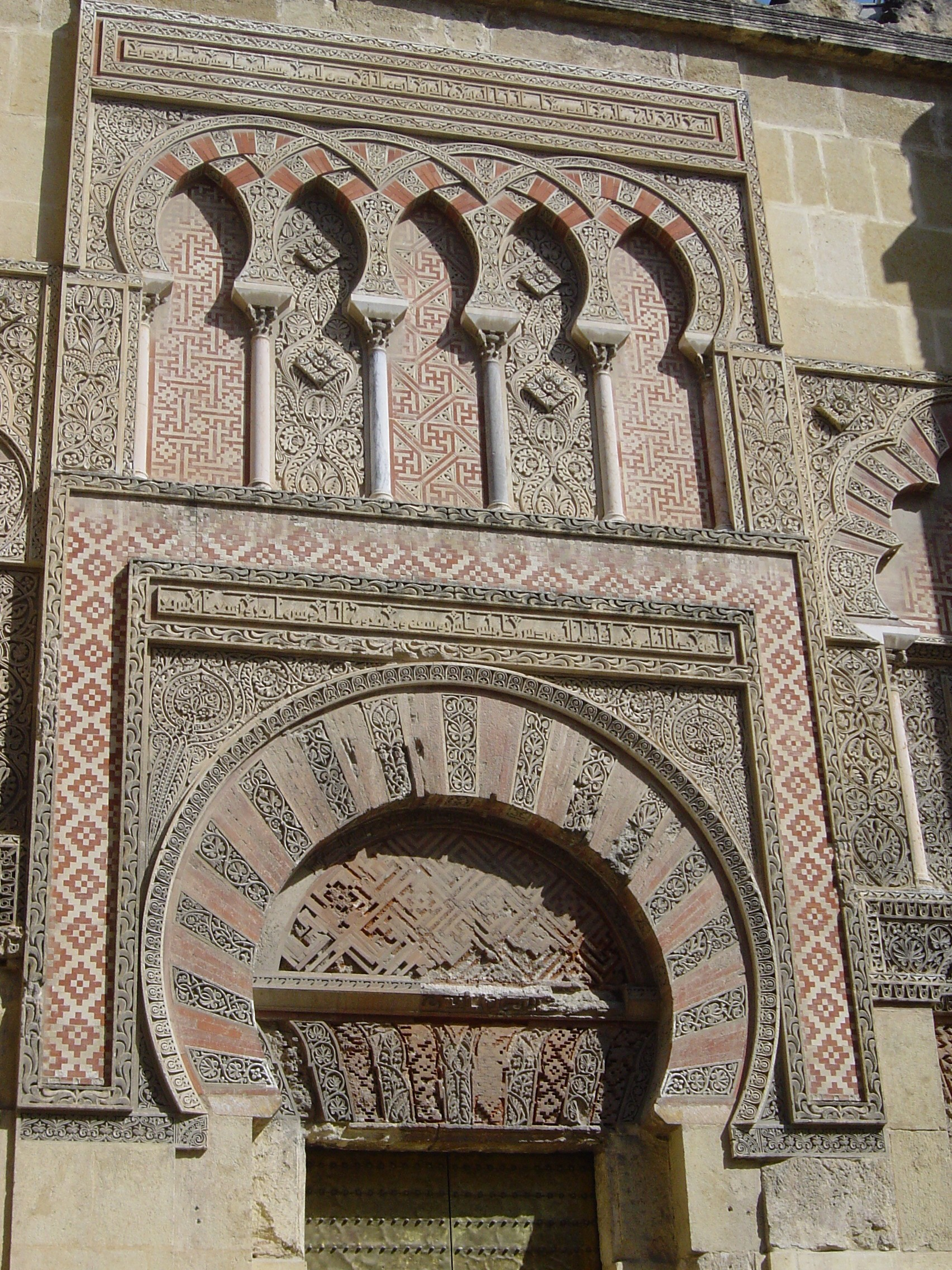
メスキータ
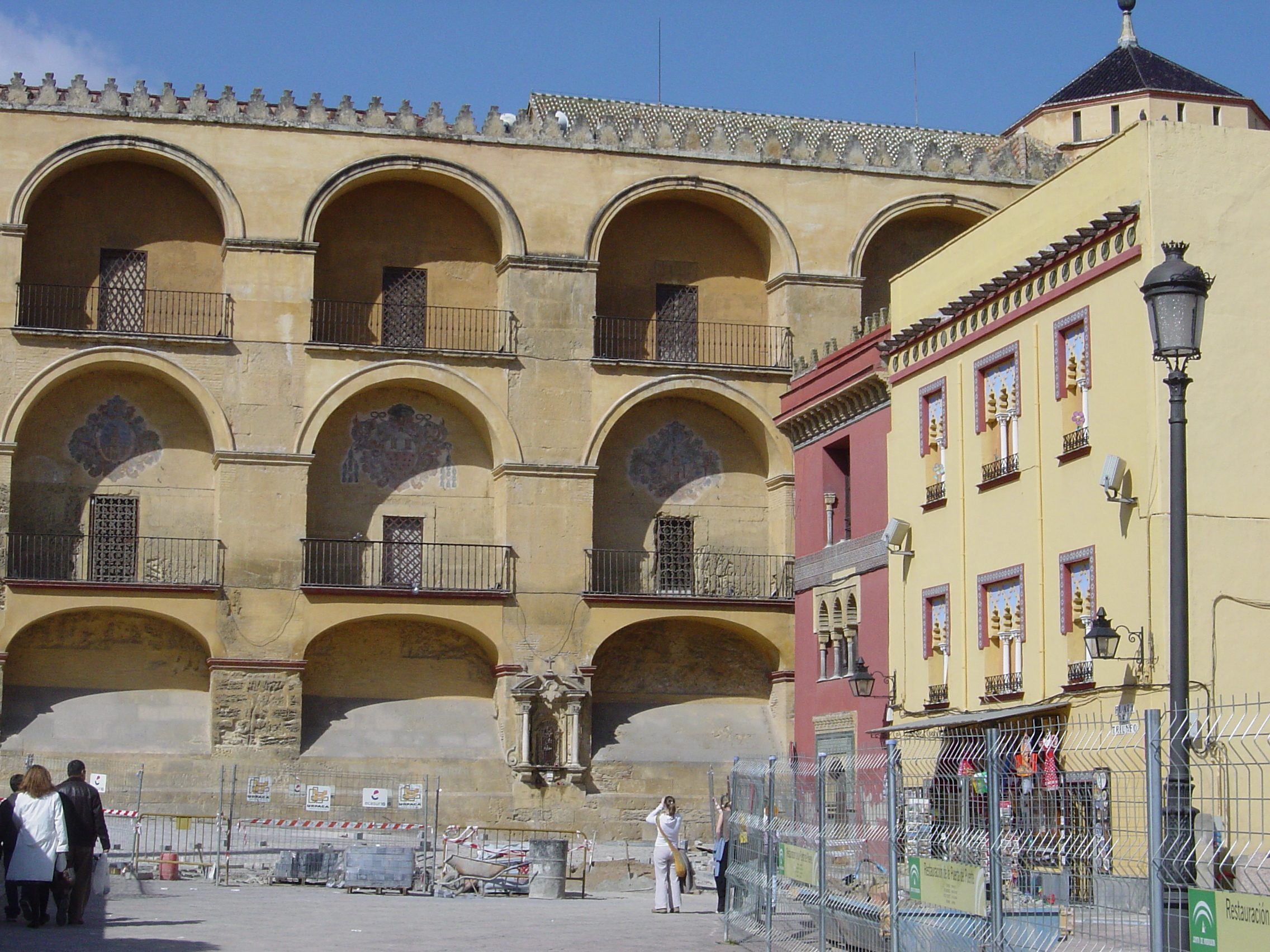
メスキータ
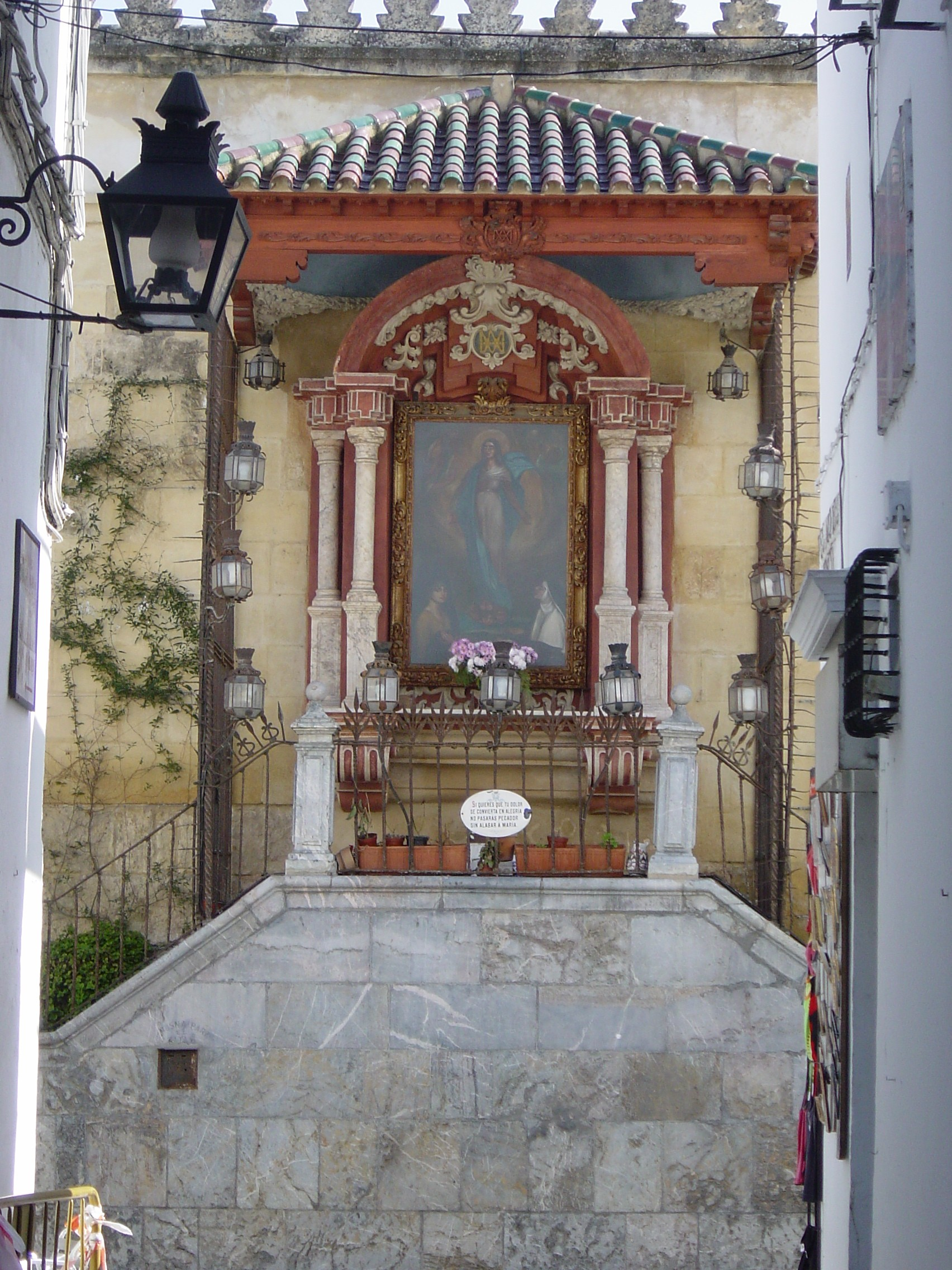
メスキータ
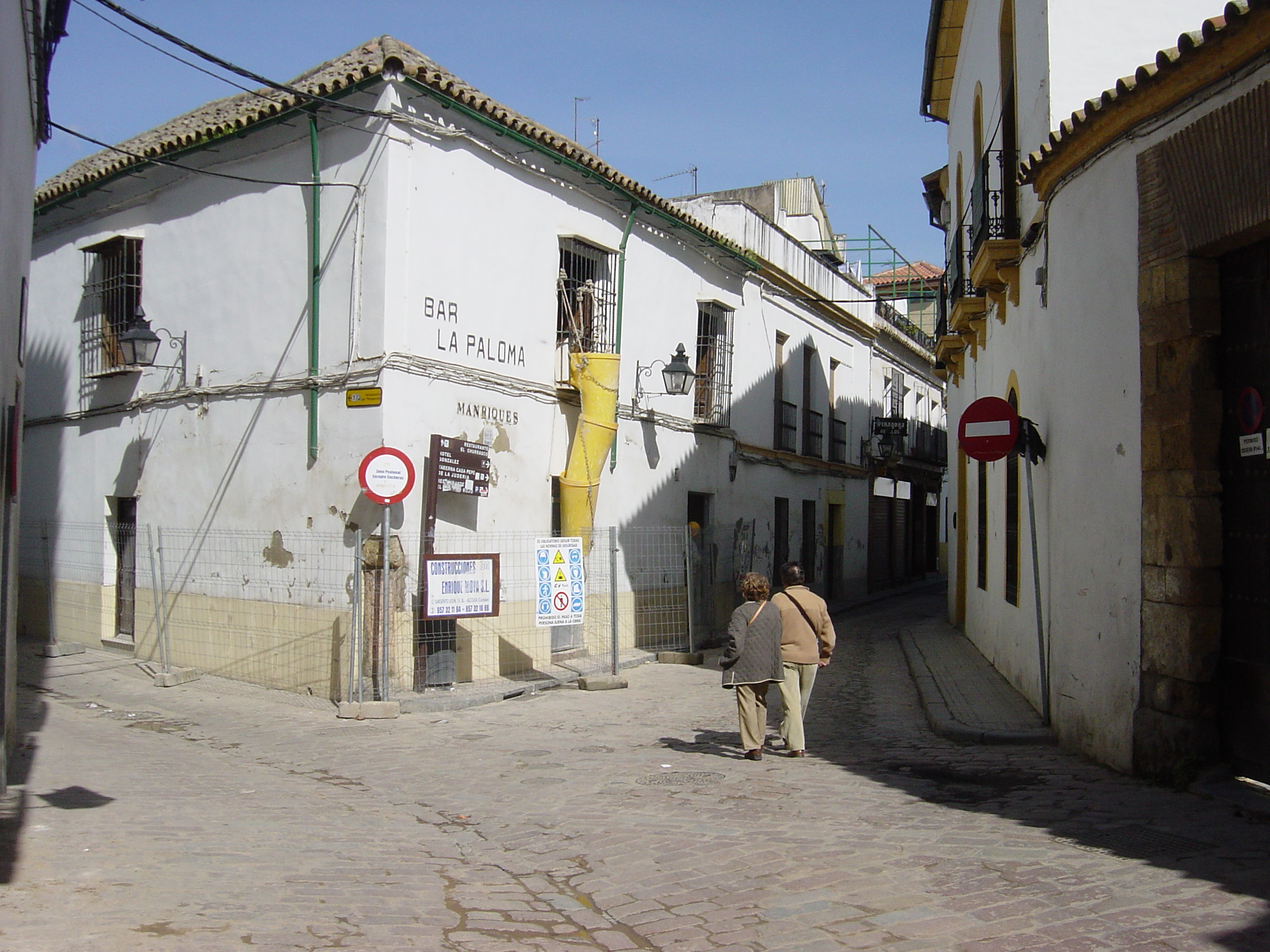
ユダヤ人街
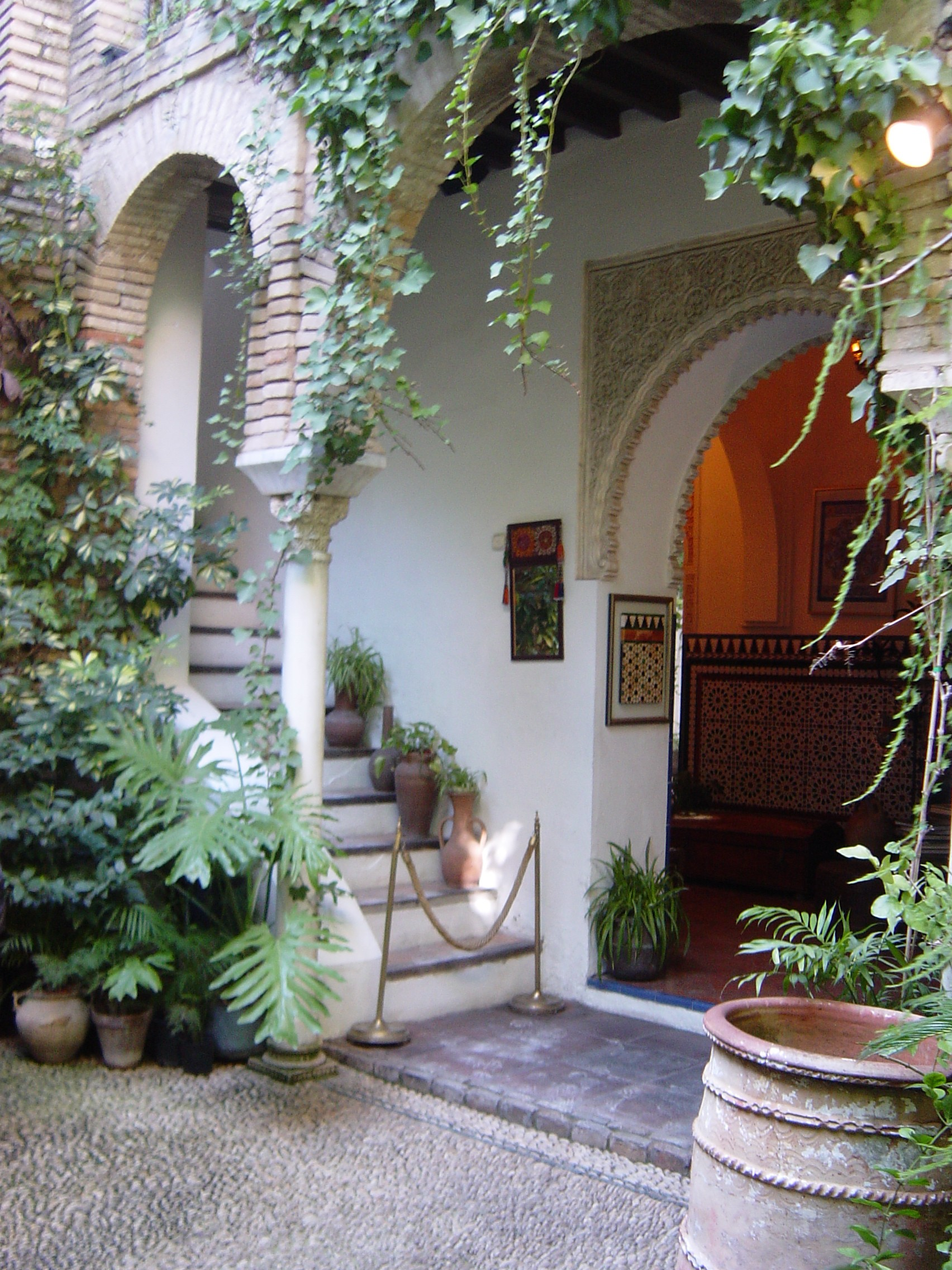
カサ・アンダルシ
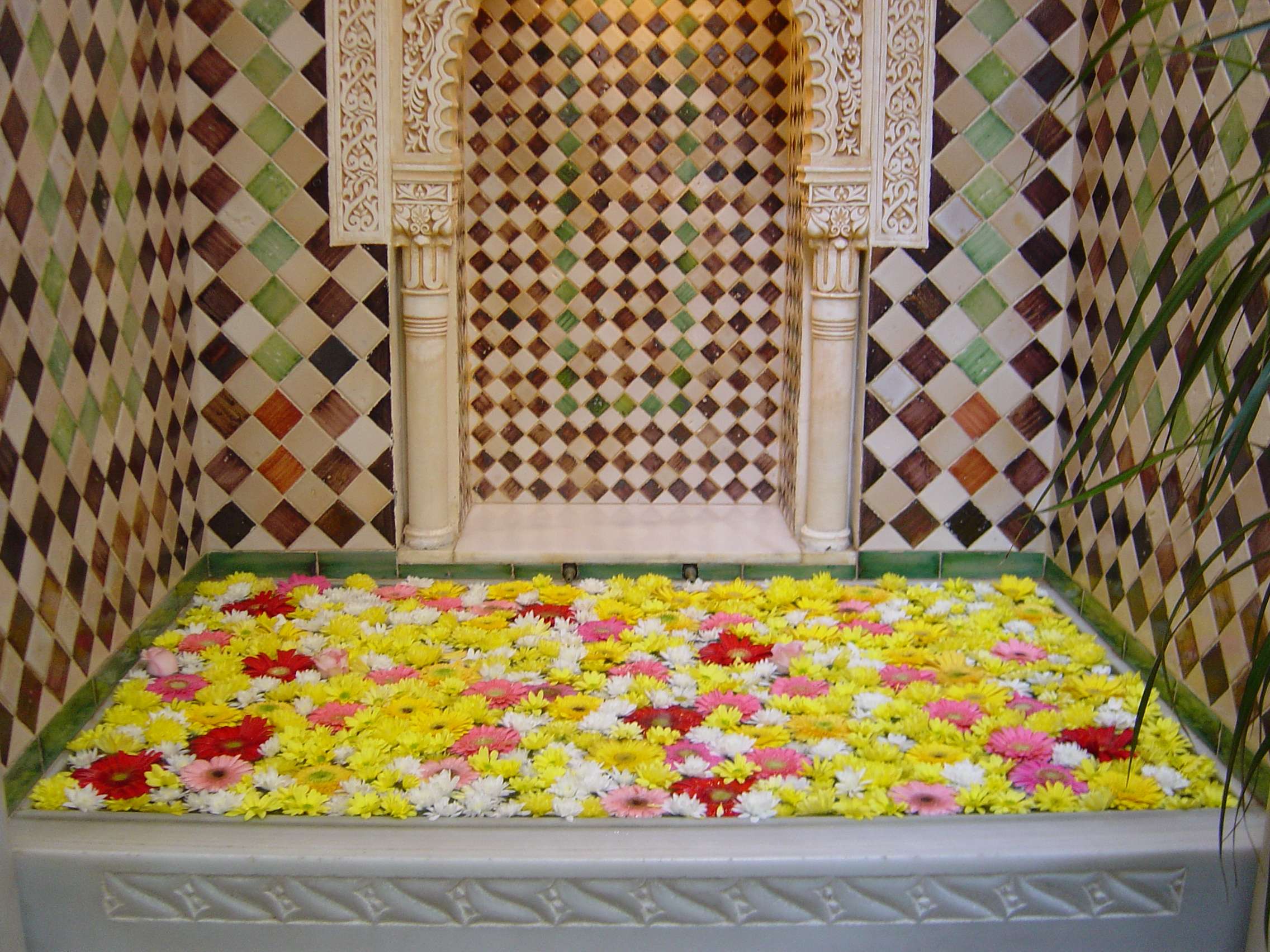
カサ・アンダルシ
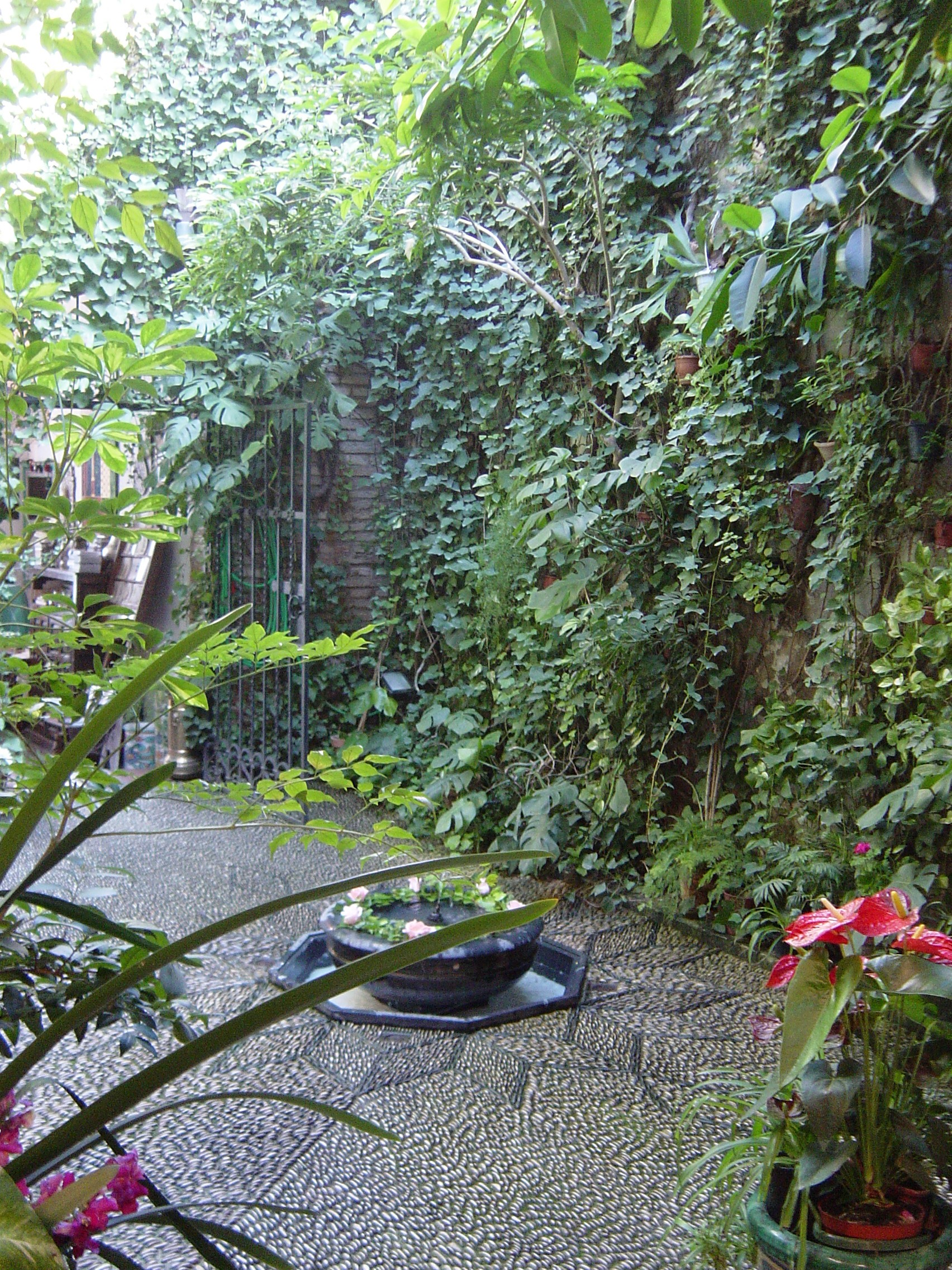
カサ･アンダルシ
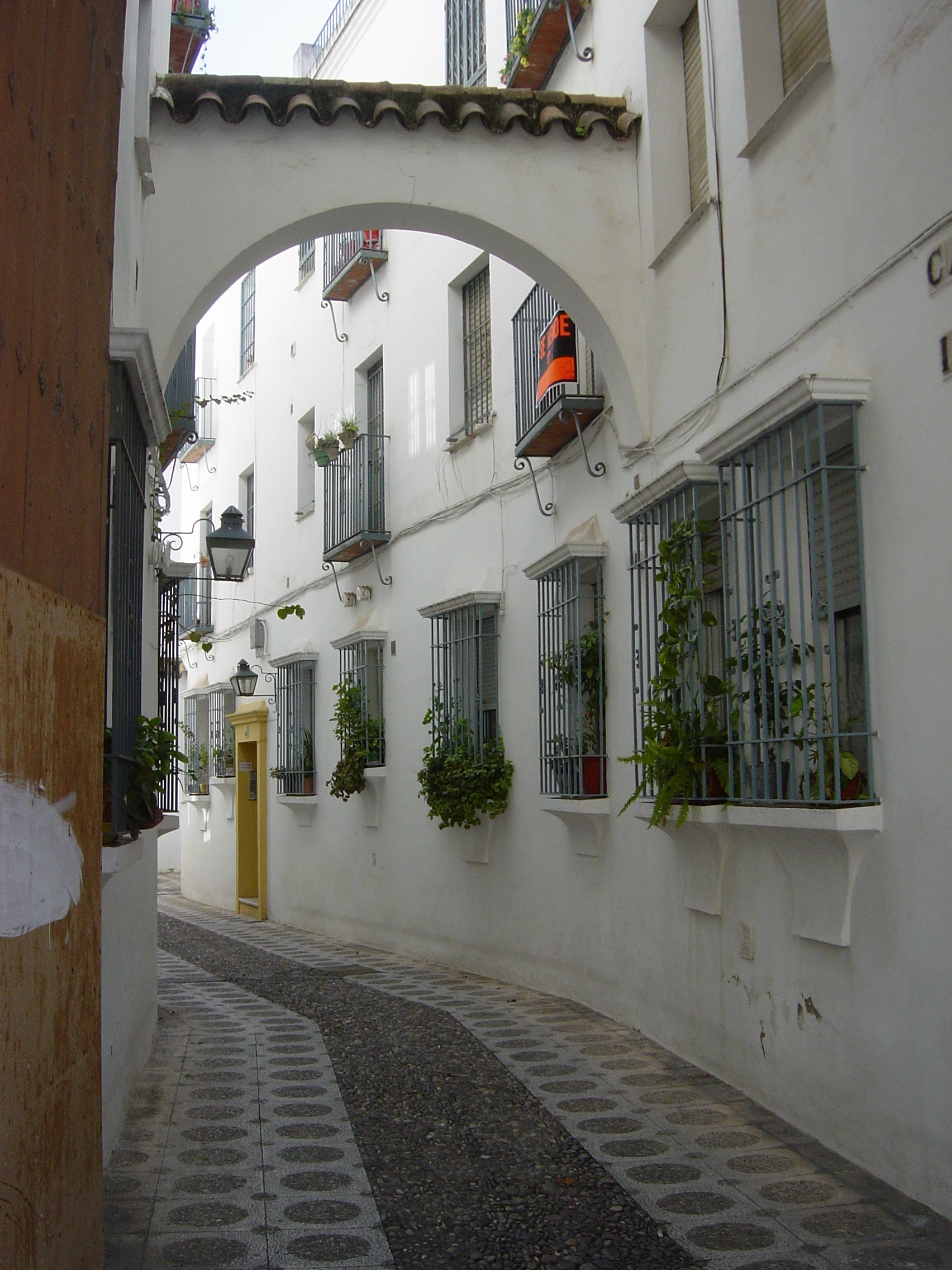
ユダヤ人街
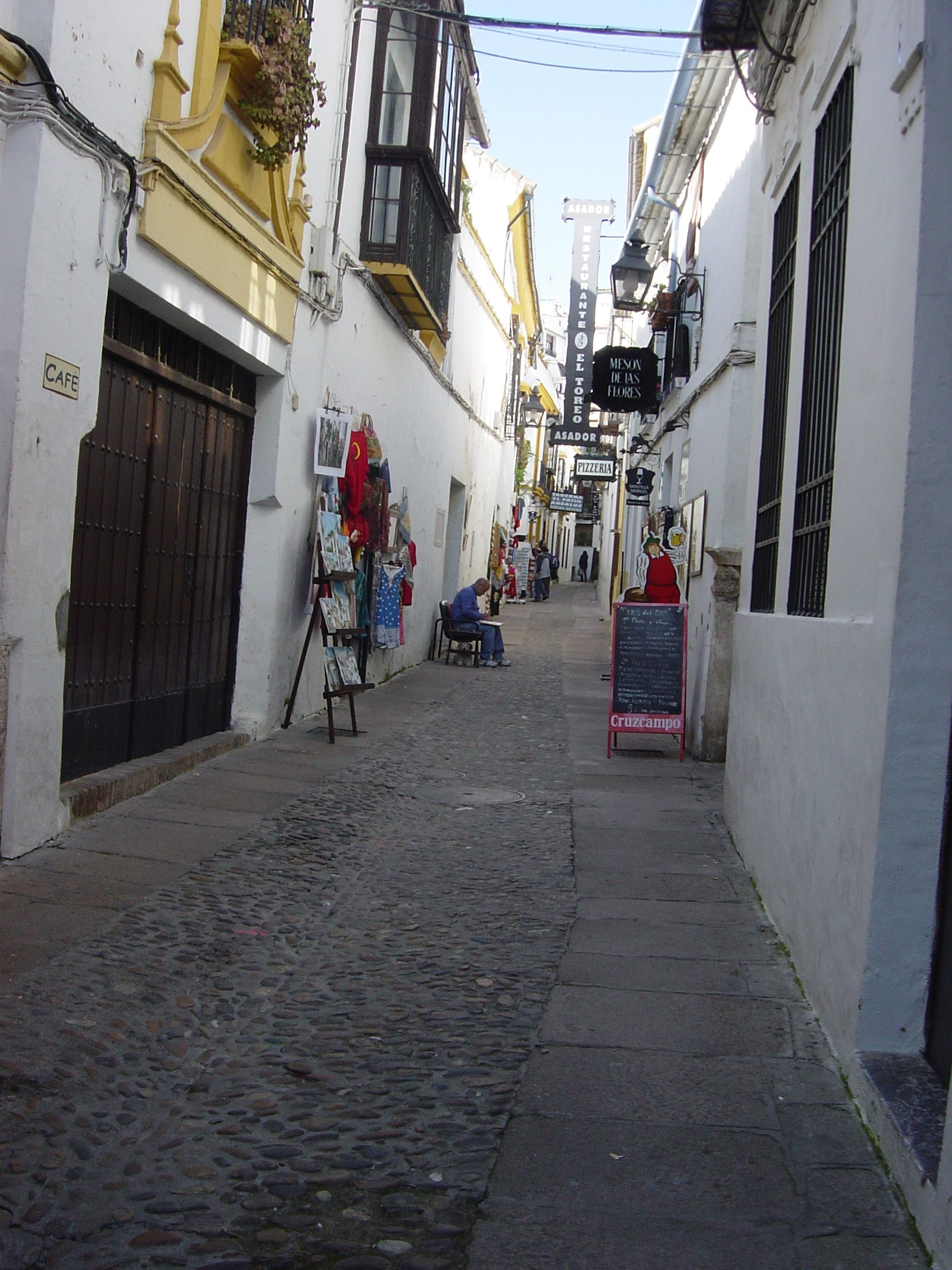
ユダヤ人街
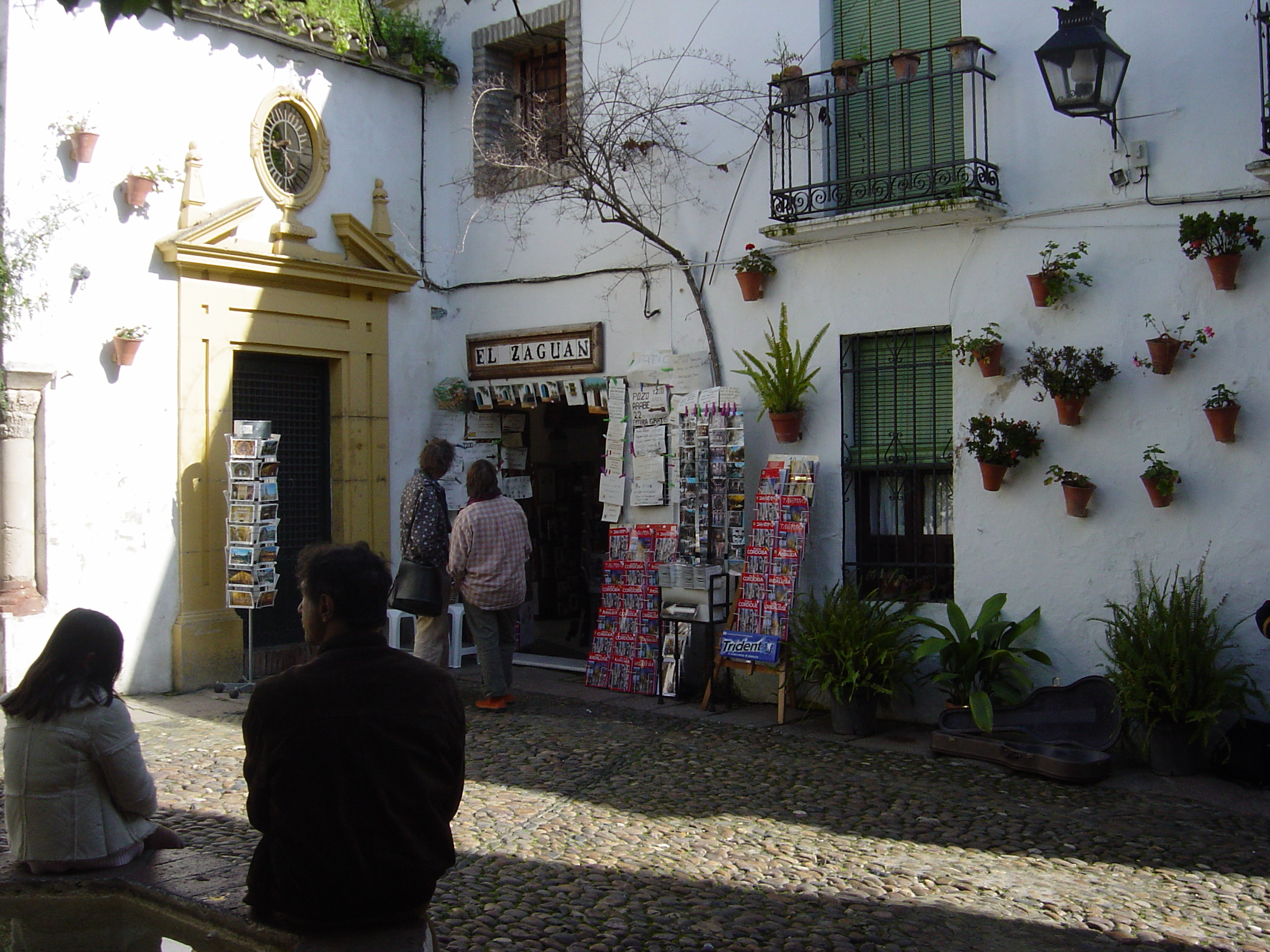
ユダヤ人街
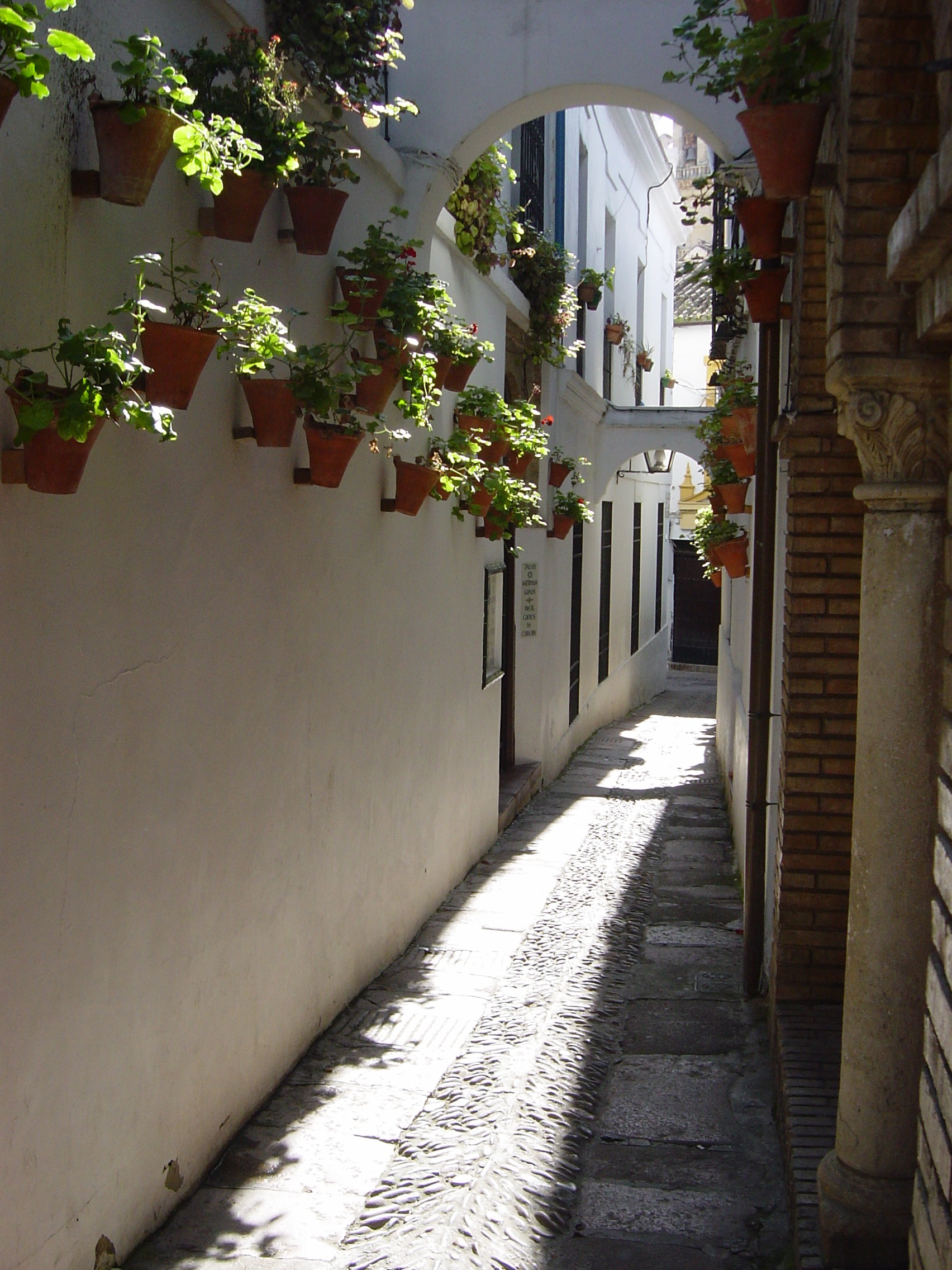
ユダヤ人街
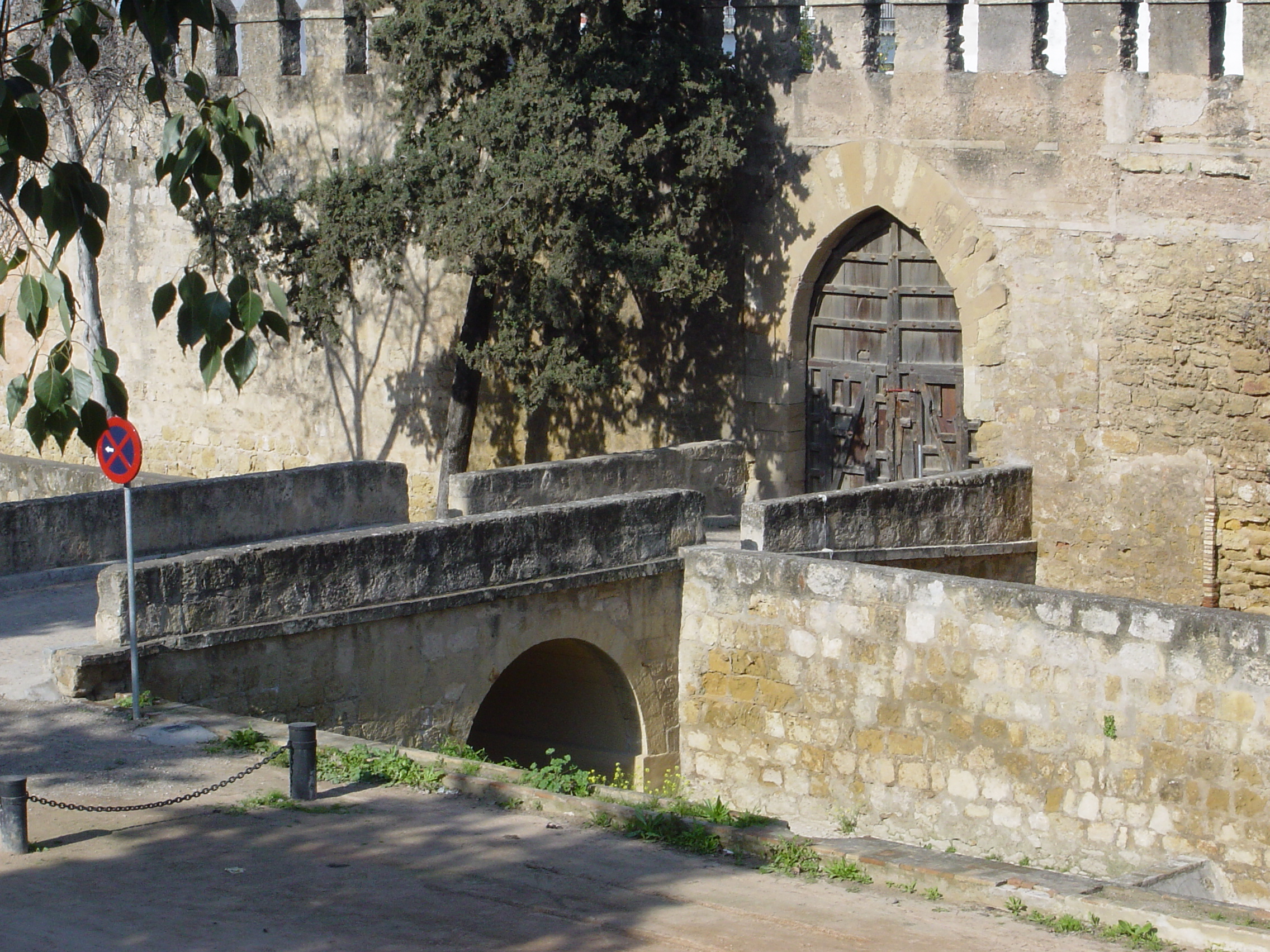
コルドバ城壁
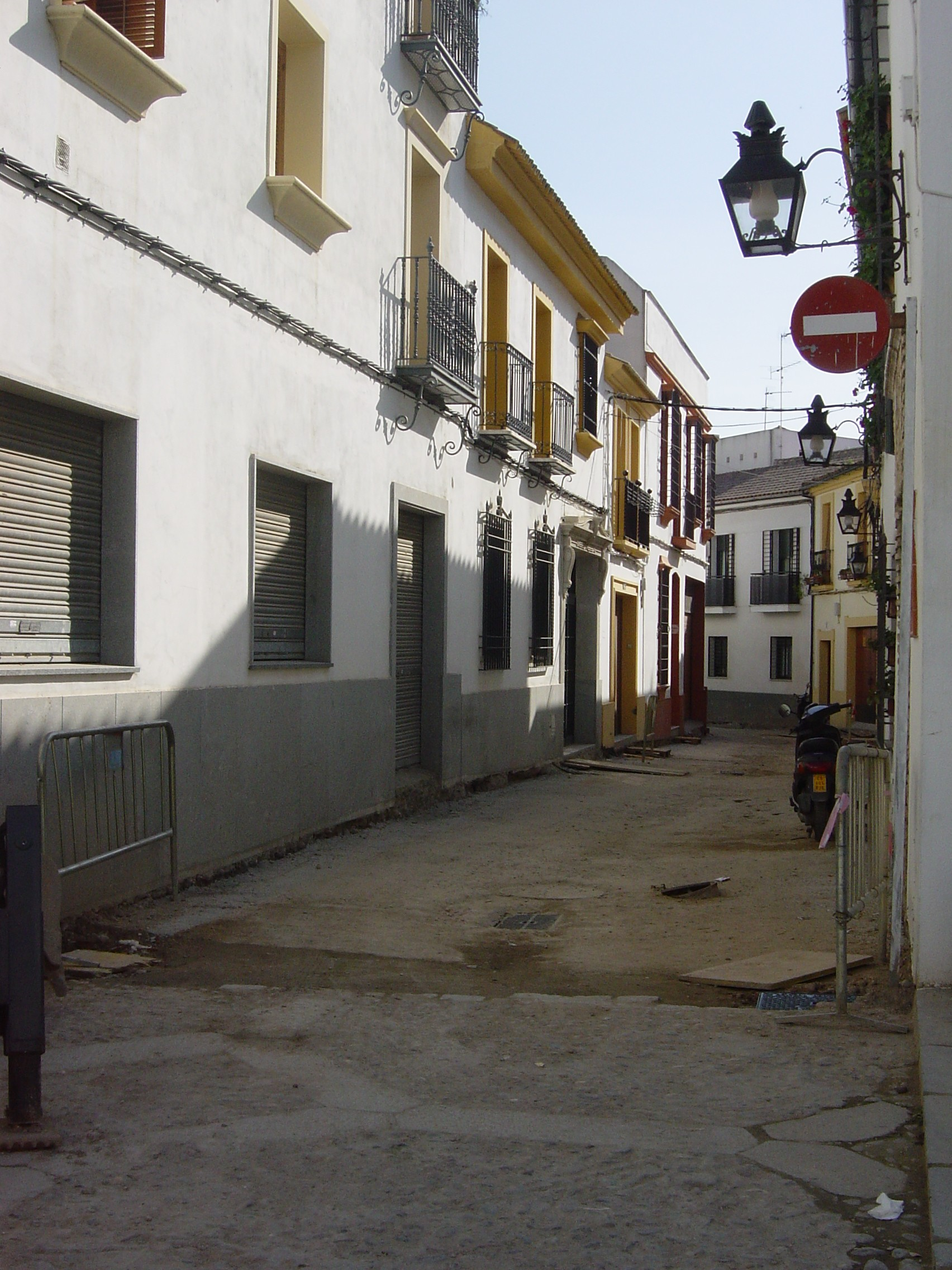
コルドバの町並み
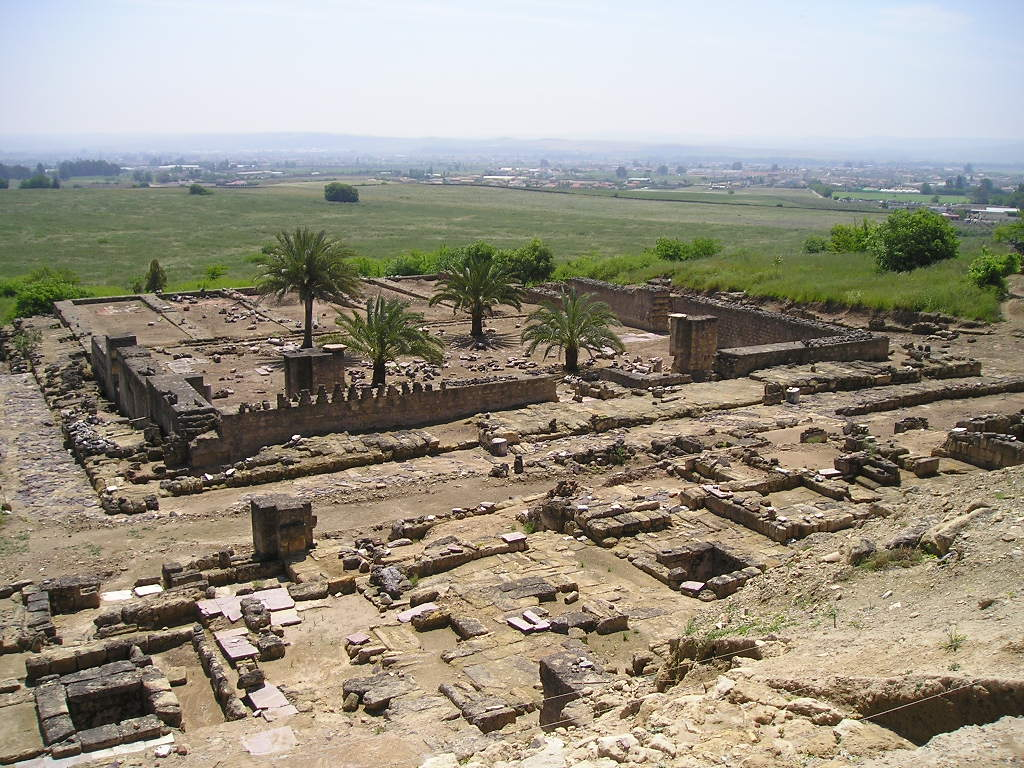
メディナ・アサーラ